# Impact environnemental du transport routier
 (octobre 2012).

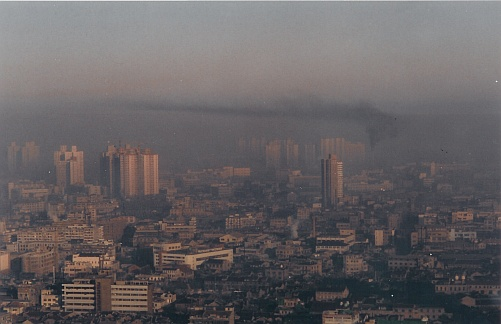
À Shanghai, le smog est presque quotidien ; les véhicules motorisés en sont l'une des causes principales.

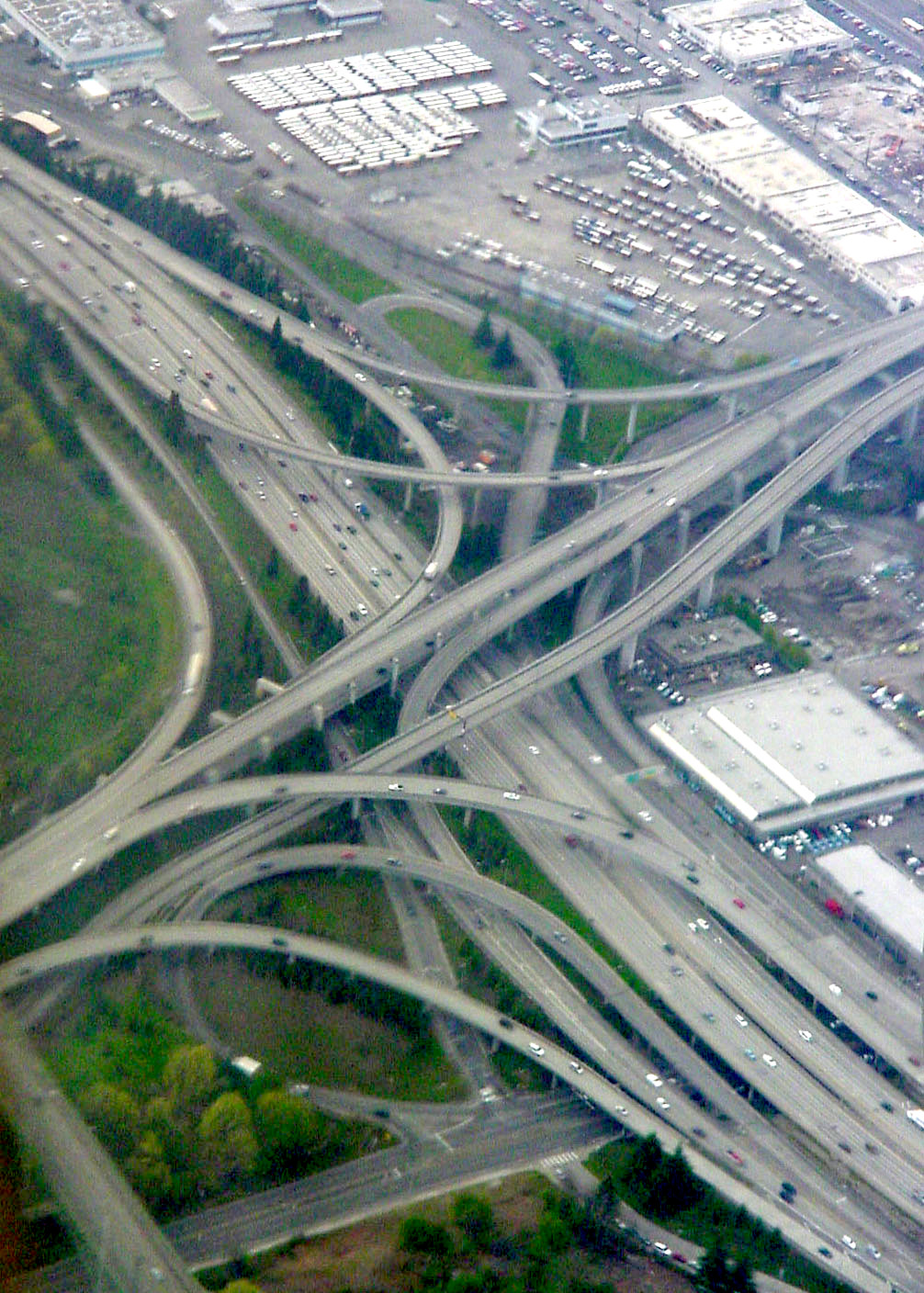
Les transports routiers sont source de nombreux impacts différés, notamment par le réseau routier qu'ils requièrent. Ce dernier est facteur de fragmentation écologique et paysagère (ici aux États-Unis).

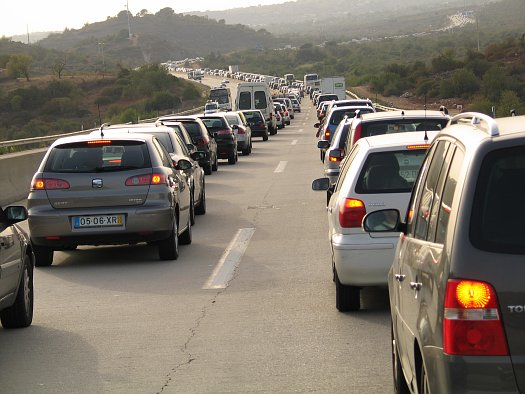
Dans le monde, malgré les progrès de la motorisation, l'automobile joue un rôle croissant en matière d'effet de serre et de pollution de l'air.

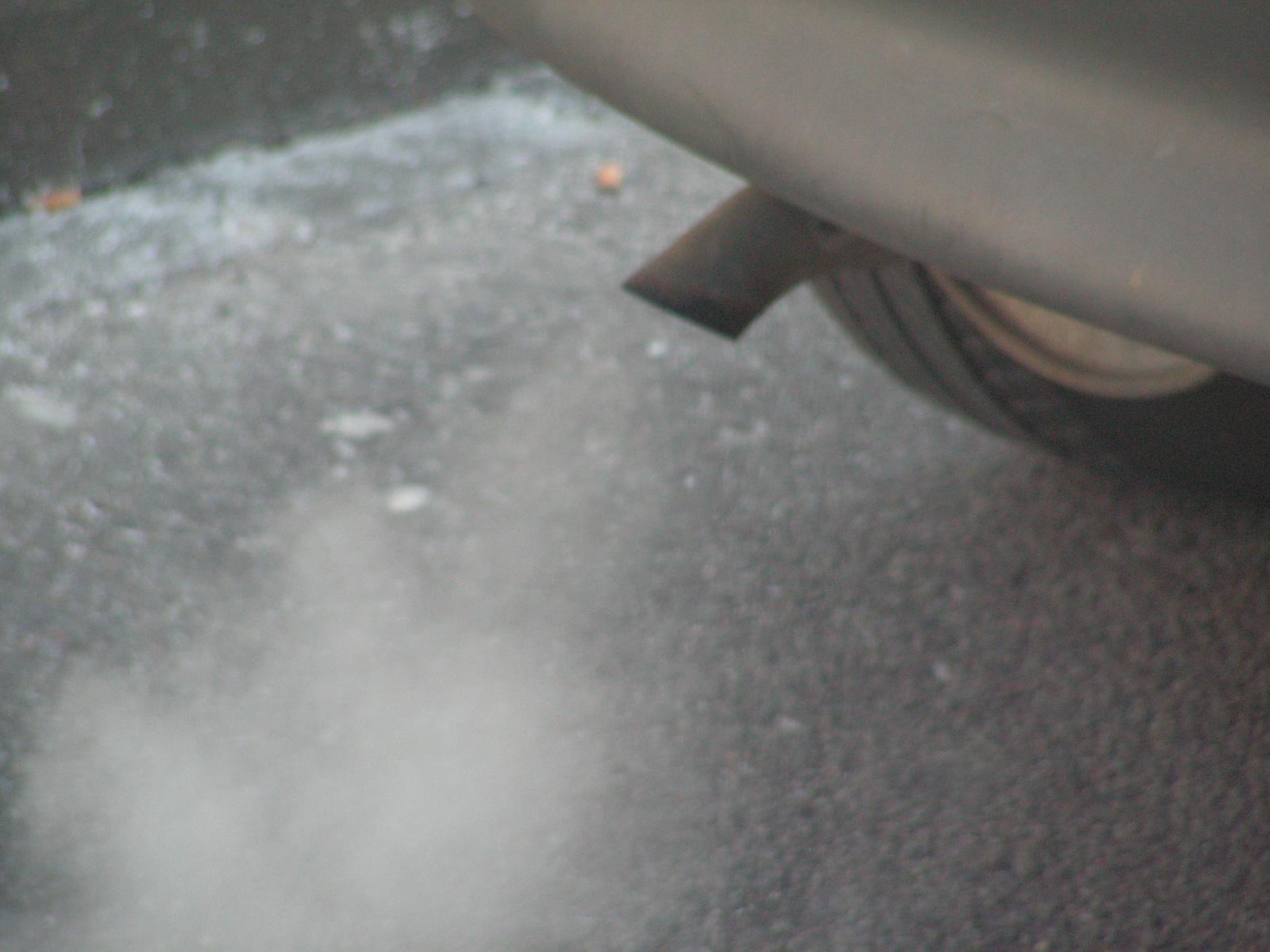
La vapeur d'eau rejetée par le pot d'échappement lorsque le moteur est froid est souvent utilisée pour symboliser les rejets polluants des véhicules à moteur. Elle est souvent associée à divers polluants gazeux (COV) ou particulaires.

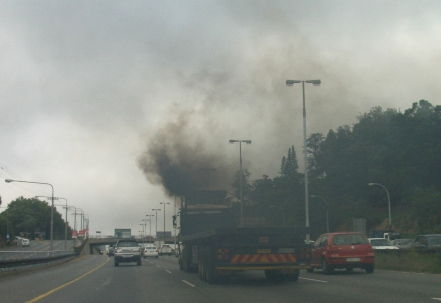
Camion dont le pot d'échappement émet une épaisse fumée noire visiblement polluante. La cause de telles émissions est souvent un manque d'entretien du moteur.

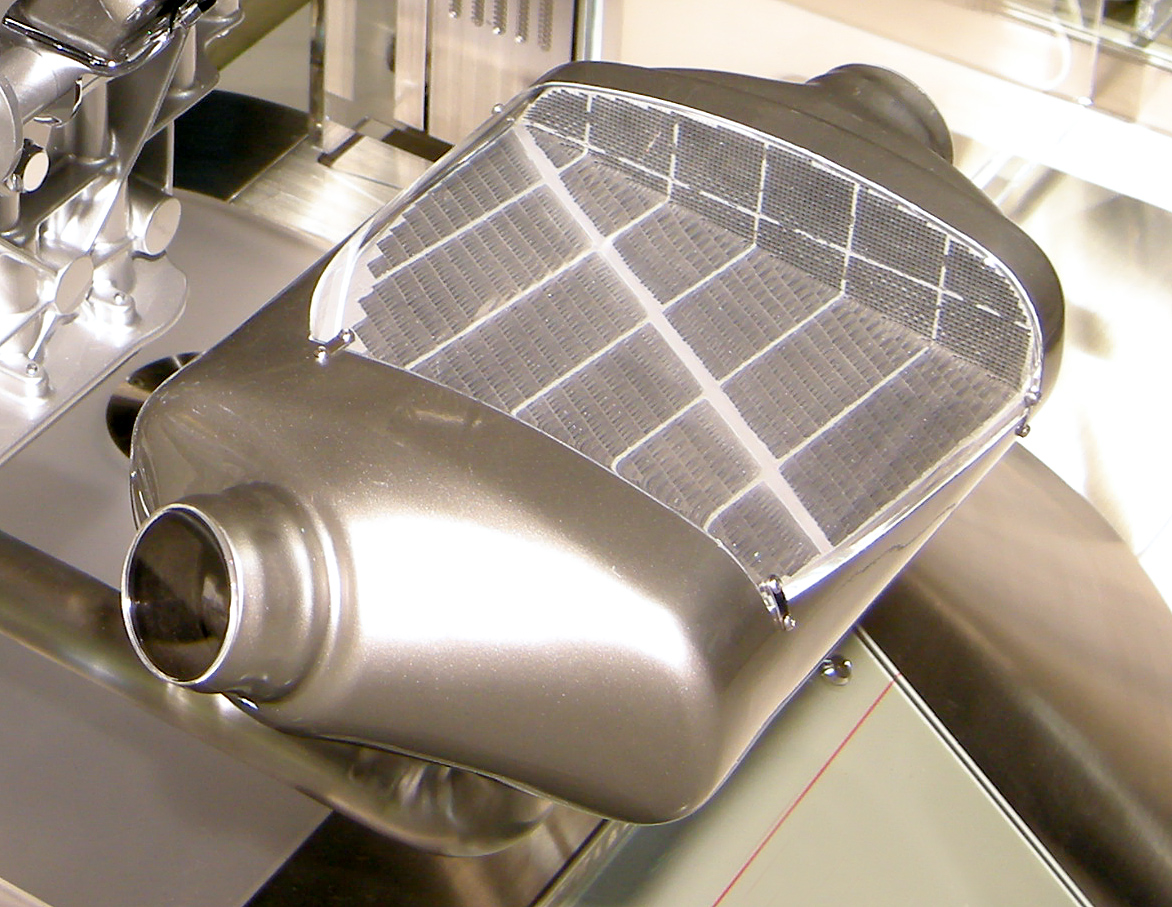
L'apparition des filtres à particules (FAP), en complément du pot catalytique, contribue à minimiser la pollution particulaire des moteurs Diesel. Ils sont périodiquement régénérés automatiquement par brûlage des suies, souvent avec l'aide de catalyseurs intégrés dans le filtre.

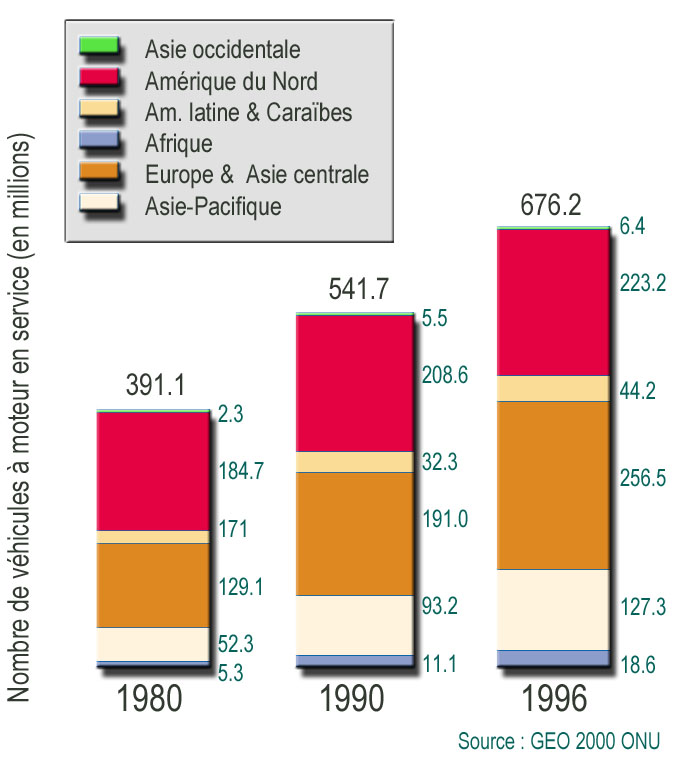
Nombre de véhicules à moteur dans le monde en 1980, 1990, 1996 et augmentation, par grandes régions du monde (sources des données PNUD GEO 2000).

Les impacts environnementaux des transports routiers sont les effets sur l'environnement, directs et indirects, de l'utilisation des véhicules routiers durant tout leur cycle de vie, ainsi que ceux du réseau routier. Ces effets sont locaux (par exemple, le bruit) et globaux (par exemple, sur l'atmosphère terrestre), ce qui nécessite, comme l'a souhaité l'Union européenne, une approche harmonisée et une coopération interétatique. Certains pays sont, de plus, affectés par les flux routiers internationaux qui les traversent. Cette pollution a des effets différés, à moyen et long termes.
Les impacts concernent l'air, l'atmosphère planétaire, le climat et les microclimats, l'eau, les sols, la flore, la faune et la fonge, l'intégrité écopaysagère, le bruit et la santé publique (principalement des problèmes pulmonaires et cardiovasculaires). L'exposition à la pollution particulaire automobile, comme le tabagisme, est un prédicteur de surmortalité et de cancer de l'enfant.
La conséquence la plus connue du public est la pollution atmosphérique due aux gaz d'échappements, qui cause des maladies respiratoires et contribue largement au changement climatique. Elle est constituée notamment de dioxyde d'azote, de particules fines et de benzène, trois polluants préoccupants pour la santé publique.
En 2014, le transport routier était responsable de 20 % des émissions anthropiques mondiales de CO2. Cette part atteignait 21 % en 2017 dans l'Union européenne.

## Principaux impacts
Avec les appareils de chauffage domestique, l'automobile est devenue le principal responsable des smogs urbains[réf. nécessaire], devenus chroniques dans les grandes capitales asiatiques.
Selon l'Agence française de sécurité sanitaire de l'environnement et du travail (Afsset), la pollution atmosphérique, liée pour près d'un tiers aux rejets polluants des voitures, serait responsable chaque année du décès prématuré de 6 500 à 9 500 personnes en France.
Début 2009, en France lors des pics de pollution de début 2009, l’exposition à trois polluants de l'air (dioxyde d'azote NO2, ozone et particules en suspension PM10) a été « significativement » corrélée à une surmortalité.
L'exposition aux oxydes d'azote semble aussi problématique, mais pourrait révéler une fragilisation précoce des poumons par les particules ultrafines.
La pollution aux particules en suspension, dont le transport routier est le deuxième émetteur mais en est la principale source en ville, est responsable de 4,9 % à 11 % des décès survenant dans la catégorie d'âge de 60 à 69 ans,,. Ce nombre de décès ne s'applique qu'au quart de la population française, à savoir la population urbaine de plus de 30 ans. Le phénomène est donc sous-estimé lorsqu'on le présente ainsi. Les pourcentages attribuables (entre 5 et 10 %, selon les classes d'âge), seraient à privilégier puisqu'ils se rapportent au nombre total de décès.
Outre des impacts directs tels que la mortalité animale par collision avec les véhicules, les transports motorisés ont des impacts indirects sur l'environnement, par les routes, la fragmentation écologique et la pollution (dont la pollution lumineuse), les polluants émis lors des incendies de véhicules et certains accidents routiers. Certains polluants de l'air affectent aussi durablement la santé humaine, dont celle des centaines de victimes de saturnisme chronique (des enfants surtout,,) ou de personnes porteurs des séquelles de saturnisme infantile dans les pays et régions où l'adjonction de plomb dans l'essence n'est pas interdite ou ne l'a été que récemment. Et d'autres impacts directs ou indirects sont probables ou émergents. Même une route non fréquentée peut être fragmentante.
Les effets de cette fragmentation sont plus importants dans les paysages très anthropisés. Beaucoup d'améliorations semblent possibles en matière de gestion restauratoire des accotements par exemple pour la flore et minimiser les fragmentations par des écoducs sur le réseau existant et pas uniquement sur les nouvelles routes.

## Cycle de vie et impact des automobiles

### Fabrication

Cycle de vie d'une automobile.

Avant même son utilisation et d’émettre des gaz d’échappement pour une voiture fonctionnant à l’essence, au diesel ou de consommation d’électricité pour les voitures électriques, l’automobile aura déjà eu, comme tout produit manufacturé, un impact sur l'environnement, en énergie grise de par sa fabrication, par :
L’extraction des matières premières pour la fabrication de l’automobile :
- Métal pour la carrosserie, le moteur, les jantes, la batterie au plomb, etc. ;
- Combustible fossile, (pétrole) pour les éléments en plastique ;
- Combustible fossile, (pétrole ou latex) pour les pneumatiques ;
- Silicium pour les vitres et les rétroviseurs ;
- Argent, or, palladium, cuivre et indium, en particulier, pour les composants électroniques ;
- Pigment, liant, solvant, pour la peinture ;
- Hydrocarbure, dont le gaz : 1,1,1,2-tétrafluoroéthane, pour la climatisation.

Il faut également prendre en compte toutes les étapes de transports, qui sont source de pollution, qui va du transport des matières premières jusqu’aux usines de transformation des matières premières, puis le transport des produits transformés, jusqu’aux usines de fabrication des automobiles, et les transports des automobiles jusqu’aux lieux de ventes.
Rien qu’en France, la surface de quatre usines qui fabriquent des automobiles : Usine Renault de Flins, Usine PSA de Rennes, Usine PSA de Poissy, Usine PSA de Sochaux, représentent environ 2 000 terrains de foot. Toute usine, outre sa fabrication, a besoin de machines, d’outils, de mobiliers, d’ordinateurs, de papier, qui doivent eux-mêmes être fabriqués, transportés, entretenus et recyclés, ainsi que des besoins en électricité, chauffage, climatisation, eau, pour faire fonctionner l’usine. Parmi les principales étapes de fabrication d’une automobile, il y a : l’emboutissage, la tôlerie, la peinture, le montage (ajout du moteur, des sièges, pneus, boîte de vitesses, etc.).
Par ailleurs, le cobalt, extrait essentiellement au Congo et utilisé dans la fabrication des batteries, pourrait venir à manquer. Pour pallier le manque de métaux nécessaires aux voitures électriques, on envisage d'ores et déjà des mines dans les abysses, voire dans l'espace à un horizon plus lointain.

### Entretien et réparation
L’entretien d’une voiture est également source de pollution et d’énergie. L’entretien concerne notamment le remplacement de : la Batterie au plomb, (une batterie est hautement toxique), des pneumatiques, de l'huile moteur, du liquide des circuits de refroidissement et de freinage, du filtre à huile et des filtres à air, des balais d'essuie-glace, des plaquettes de frein, des ampoules. L’entretien concerne également le lavage de l'automobile et des produits de nettoyage qui y sont utilisés ainsi que le besoin d’électricité pour le passage de l’aspirateur.
Lorsque l’automobile a subi des dégâts à la suite d'un accident, il faut remplacer les parties endommagées.
L'électronique dans l'automobile, est aussi une source de maintenance et réparation, voire de remplacements.

### Recyclage
Quand les automobiles ne sont pas abandonnées dans la nature ou dans des décharges de voitures comme c’est le cas dans certains pays qui n’ont pas une politique de recyclage des automobiles, et qui, par la décomposition des éléments toxiques de l'automobile, mettent en péril les sols et les nappes phréatiques, les automobiles subissent le recyclage d'une partie de ses éléments. Parmi les déchets dangereux, on trouve : batterie au plomb, huile moteur, filtre à huile, liquide de frein et liquide de refroidissement, fluides de climatisation, éléments pyrotechniques utilisés dans les coussins gonflables de sécurité (« airbags ») ou les prétensionneur de ceinture, pneumatiques, des pare-chocs, des pare-brise, des éléments de carrosserie.

## Consommation de ressources

### Électricité

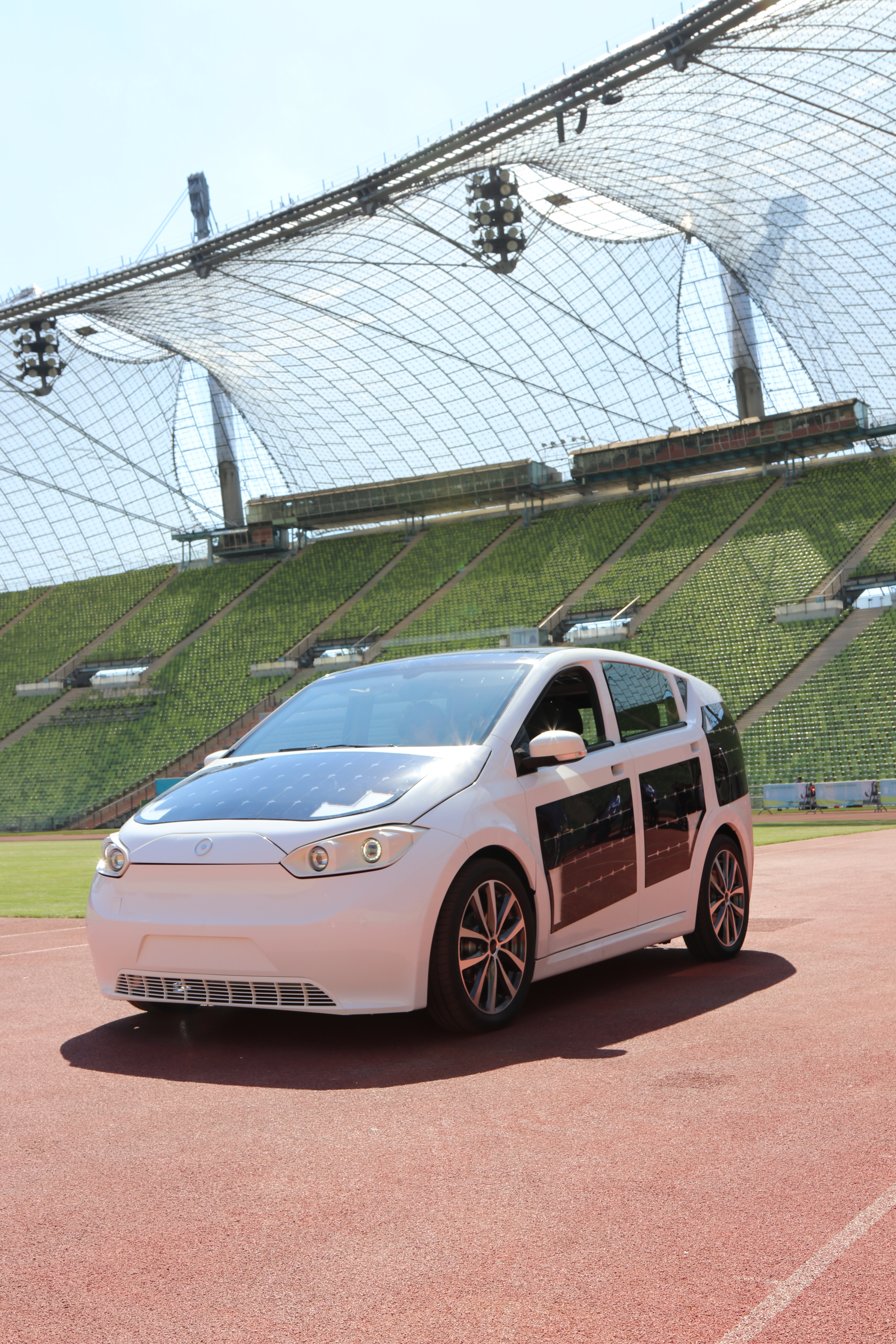
La Sion, une voiture électrique annoncée, peut être chargée par branchement au réseau électrique et par ses cellules solaires.

Les voitures électriques participent de la décarbonation des transports.
Selon l'Agence internationale de l'énergie, en 2030, les voitures électriques devraient consommer un peu moins de 4 % de la production mondiale d'électricité, le parc de véhicules électriques étant alors encore faible.
Selon Science et Vie, 15 millions de véhicules électriques à l'horizon 2035 en France consommeront entre 40 et 48 TWh d'électricité par an. Selon RTE, ce chiffre s'élève plutôt entre 34 et 38 TWh par an,. L'automobile-club allemand estime que la consommation annuelle de dix millions de voitures électriques s'élève à 30 TWh par an.
D'après The Shift Project, deux réseaux de borne de recharge sont à déployer. Un réseau « lent » sur les lieux d'habitation et de travail, et un réseau « rapide » le long des autoroutes et des routes nationales.
Les batteries usagées pourraient être réutilisées à terre pour stocker de l'électricité, comme l'envisagent BMW, Bosch et Renault-Nissan.
Le chercheur en transports Aurélien Bigo affirme que l'« avenir de la voiture est électrique, mais la voiture n’est pas l’avenir »,. Il constate que la voiture est devenue le « couteau suisse de la mobilité », au détriment de l'intermodalité.

### Matériaux
La construction et l'entretien des routes, même avec la technique de déblais/remblais, consomme des matériaux pour leur sous-couche (déchets toxiques plus ou moins bien inertés), des granulats, des dérivés du pétrole (bitume, carburant, pesticides…), de la chaux hydraulique et/ou du ciment comme liant pour la couche roulante, les ouvrages d'art, etc.
Leur production, leur transport et leur mise en œuvre par des engins lourds, le terrassement et la pose des couches consomment de grandes quantités d’énergie et émettent des polluants dans l’air, les eaux et les sols et génèrent des déchets (pour partie valorisables et plus ou moins valorisés). Des accords, décrets ou dérogations permettent à certaines industries (métallurgie, incinérateurs et centrales thermiques en particulier) de recycler certains déchets (stériles, crasses, mâchefers, cendres..) sous ou dans les routes, avec parfois certaines prescriptions (produits inertés, hors des zones inondables, humides ou habitées). En France, l'immense majorité des mâchefers est valorisée sous forme de matière, soit directement, soit le plus souvent après maturation ; ils sont majoritairement utilisés en technique routière comme sous-couche routière ou remblais de tranchée, évitant ainsi l'usage de granulat vierge. La Suisse interdit l'utilisation des mâchefers dans la construction routière.
Chaque kilomètre d'autoroute nécessite entre 20 000 et 30 000 tonnes de sable, alors même que ce matériau vient à manquer.
Au moins deux filières existent depuis 2011. Une usine de recyclage des batteries de véhicules électriques, lancée à titre expérimental en 2011 à Dieuze (Moselle) par Veolia et Renault, va passer au stade industriel avec des aides du « programme investissements d'avenir », passant de 1 000 tonnes recyclées en 2014 à 5 000 tonnes prévues en 2020. La SNAM effectue dans son usine de Saint-Quentin-Fallavier près de Lyon la première étape du traitement des batteries usagées : elles sont portées à haute température dans des fours à pyrolyse afin d'en séparer les éléments, puis expédiées par camion dans la seconde usine de l'entreprise, à Viviez dans l'Aveyron, où les différentes matières sont extraites, séparées et récupérées. Le taux de récupération des matériaux atteint 98 %. L'activité a commencé en 2011 ; en 2017, environ 500 tonnes de batteries de véhicules électriques (30 000 batteries) et hybrides (170 000 batteries), contre 12 tonnes en 2012. Seuls 10 % des accumulateurs traités à Saint-Quentin-Fallavier sont issus de véhicules électrifiés.

## Effet de serre
Le principal gaz à effet de serre (GES) émis par le transport routier est le dioxyde de carbone CO2, qui contribue au réchauffement climatique,.
L'ozone troposphérique, composé secondaire toxique issu des réactions chimiques entre des composés carbonés, notamment le méthane et les oxydes d’azote, est également un important gaz à effet de serre[réf. à confirmer].
En 2004, 16 % des émissions anthropiques mondiales de CO2 provenaient du transport, tous modes confondus. En 2007, le transport routier était responsable de 26 % des émissions de CO2 provenant de l'utilisation de combustibles aux États-Unis mais en Chine de seulement 5 %, pays alors en cours d’industrialisation. En 2019, le transport était responsable de 19 % des émissions totales de CO2 ; le transport routier représentait près des trois quarts de ce total, loin devant le transport aérien et le transport maritime (la contribution du transport ferré était encore nettement plus faible). Le transport était responsable de 31 % des émissions de gaz à effet de serre de la France en 2019 ; les voitures particulières représentaient 51 % de ce total, soit 16 % des émissions totales de gaz à effet de serre nationales.
La part des transports routiers dans les émissions anthropiques de CO2 était de 21 % dans l'Union européenne en 2017 et de 20 % au niveau mondial en 2014.
La quantité de CO2 produite par un moteur dépend uniquement de la quantité et du type de carburant consommé : la quasi-totalité des atomes de carbone contenue dans le carburant se transforme en CO2 (voir combustion). La consommation moyenne des véhicules neufs diminue de 0,1 litre par an depuis 1995, pour atteindre en 2005 environ (152 geq CO2/km en 2005), mais tous les véhicules n'étant pas neufs, un véhicule en circulation émettait en 2004 une moyenne de 208 grammes-équivalent (geq) CO2/km, selon l'IFEN, en France. Par contre les émissions par véhicule, à vitesses et conditions égales, sont plus importantes aux États-Unis (voitures plus lourdes et puissantes) ou dans certains pays pauvres (modèles anciens)[réf. nécessaire].
Les émissions moyennes de CO2 des voitures immatriculées dans l'année en Union européenne ont baissé continûment de 2008 à 2016, puis ont augmenté de 0,3 % en 2018, de 1,9 % en 2018 et de 1,8 % en 2019.
Les SUV sont en grande partie responsable de cette augmentation. Par leur essor des années 2010, ils réduisent à néant les efforts qui sont faits par ailleurs. Ainsi, selon l'Agence internationale de l'énergie (AIE), de 2010 à 2018, les SUV ont été la deuxième source d'augmentation des émissions de CO2 dans le monde, après le secteur de l'énergie, mais avant l'industrie lourde (aciéries, cimenteries, etc.), les poids lourds ou l'aviation. Tandis que le nombre de véhicules vendus a diminué dans le monde en 2017 et 2018, la consommation totale de carburant a continué à augmenter, à cause de la proportion croissante de SUV,. Ceux-ci sont en effet plus lourds et souvent moins aérodynamiques que les berlines et autres citadines, ils ont donc une consommation de carburant et des émissions nettement supérieures à celles-ci (+25 % en moyenne mondiale, par rapport à une voiture de taille moyenne).
Les véhicules électriques resteraint préférables du point de vue du climat avec le mix électrique de 2020 : sur la base de l'empreinte carbone de l'électricité, l'électrification du transport routier de passagers serait bénéfique du point de vue des émissions de gaz à effet de serre. Selon Carbone 4, « Dans de très nombreux pays (mais pas en France), l’électrification du parc ne [ferait] que déplacer le problème, puisque l’on a indirectement recours au charbon et au gaz des centrales électriques au lieu d’une utilisation directe de pétrole. » La France est citée comme une exception. Son électricité présente une faible empreinte carbone du fait de la part importante de l'énergie nucléaire dans le mix électrique.
En 2004-2005, les automobiles émettant le moins de CO2 durant leur phase d'utilisation sont des voitures électriques ou hybrides rechargeables, suivies des hybrides non rechargeables (75 g/km pour la Toyota Yaris Hybrid, puis des véhicules Diesel (79 g/km pour la DS 3) et essence (84 g/km pour la Suzuki Celerio).
Le poids moyen des véhicules neufs vendus augmente : il est passé de 900 kg en 1984 à 1 250 kg en 2004, pour une puissance moyenne augmentant de 38 % en 20 ans[réf. nécessaire], ce qui s'est traduit par une consommation accrue de ressources et davantage d’émissions de GES lors du transport des matières premières et pièces lors de la fabrication, puis à nouveau lors de leur utilisation. L'Ademe note que 167 modèles émettant moins de 120 geq CO2/km sont homologués en France en 2005, mais qu'ils ne concernent qu'à peine 15 % des ventes. Une comparaison entre deux voitures (le poids cité concerne la voiture la plus légère de la gamme C1 et de même pour les autres voitures) :
- la Citroën AX commercialisée à partir de 1986 pèse 640 kg et la Citroën C1 commercialisée à partir de 2005 pèse 790 kg soit 23 % de plus en 19 ans ;
- la Peugeot 106 (1991) pèse 795 kg et la Peugeot 107 (2005) pèse 790 kg, présentant une stabilité de poids très rare en 14 ans ;
- la Renault Clio I (1990) pèse 790 kg et la Renault Clio III (2005) pèse 1 090 kg soit 38 % de plus en 15 ans ;
- la Peugeot 405 (1987) pèse 1 020 kg et la Peugeot 407 (2004) pèse 1 400 kg soit 37 % de plus en 17 ans.

La climatisation augmente la consommation énergétique et a recours à des produits, comme les hydrofluorocarbures qui contribuent à l'effet de serre. Leur utilisation pour la réfrigération doit prendre fin en 2030 dans l'Union européenne.
La plupart des pays européens ont adopté le système de l'étiquette énergie CO2, système d'indexation éprouvé sur les réfrigérateurs par exemple.

### Atténuation du changement climatique
La sixième méta-analyse du GIEC, parue en 2022, conclut que les véhicules électriques alimentés en électricité à bas carbone offrent le potentiel de décarbonisation le plus important pour les transports terrestres, en prenant en compte l'ensemble de leur cycle de vie. Les biocarburants durables pourraient apporter une atténuation supplémentaire à court et à moyen termes. L'hydrogène et l'essence synthétique pourraient également y contribuer, sous condition que leur mode de production soit améliorée et rentable, en ce qui concerne les poids lourds (ainsi que l'aviation et le transport maritime.
Le rapport précise que les politiques d'urbanisme (densité d'occupation du sol, organisation territoriale, connectivité et accessibilité) et d'incitation à changer de modes de transport permettraient de réduire les émissions de GES dans les pays développés et de les stabiliser dans les pays en développement. D'autres pistes à l'efficacité certaine sont l'investissement dans les transports urbains et interurbains, ainsi que dans les infrastructures de mobilités actives. La demande en transport terrestre de passagers et de fret peut être réduite par des changements systémiques tels le télétravail, la dématérialisation, la gestion de la chaîne logistique, le covoiturage et les mobilités intelligentes.

## Polluants
Les polluants sont tous les « altéragènes » biologiques, physiques ou chimiques libérés dans l'environnement par les moteurs, les pots d'échappement[réf. incomplète], la climatisation, le fonctionnement des véhicules ou issus de leur usure, construction et fin de vie. Pour de raisons pratiques, on les classe souvent en deux catégories :
- ceux dont la mesure est obligatoire pour l'homologation des véhicules. Ils sont dits « polluants règlementés » (PPR) ;
- les autres polluants, dont la mesure n'est pas obligatoire, et qui sont dits PNR (pour « polluants non règlementés »).

Elle est liée au type de véhicule, à la qualité du moteur et à celle du carburant et des pots catalytiques ou filtres, à la charge transportée. La vitesse est aussi un paramètre très important ; Ainsi quand Rotterdam a – en 2002 – limité (de 120 km/h à 80 km/h sur 3,5 km) et surveillé la vitesse sur la section de l'autoroute A13 traversant le quartier d'Overschie, les taux de NOx ont chuté de 15 à 20 %, les PM10 de 25 à 30 % et le monoxyde de carbone (CO) de 21 %. Les émissions de CO2 ont diminué de 15 %, et le nombre d'accidents de 60 % (−90 % pour le nombre de morts), avec le bruit divisé par 2. Elle est aussi liée au type de conduite.
Le démarrage à froid est également source de pollution plus importante. Les redémarrages successifs aux stops et aux feux de circulation tripleraient les émissions de CO2 aux carrefours urbains lorsque la circulation est peu fluide.
Selon Der Spiegel, les constructeurs allemands (VW, Audi, Porsche, BMW et Daimler) se sont entendus secrètement durant les années 2010 sur différents sujets, entre autres sur la technique pour traiter les rejets des véhicules Diesel. La technique retenue ne suffisait plus pour respecter les normes actuelles. Aussi les bases de l'affaire Volkswagen ont-elles été jetées à cette époque.
Certains pays taxent les véhicules les plus polluants. Certaines villes comme Londres réduisent la circulation par une Écotaxe à payer en centre-ville, quelle que soit la voiture. En Allemagne où selon l’ONG Deutsche Umwelthilfe, la pollution de l’air tue prématurément 75 000 personnes par an, à Berlin, Cologne et Hanovre, depuis janvier 2008 les véhicules (mêmes étrangers) les plus polluants doivent se signaler par une vignette rouge, jaune ou verte et ont interdiction de circuler en centre-ville, l'absence de vignette coûtant 40 euros et le retrait d'un point du permis de conduire. Une vingtaine de villes allemandes pourraient rapidement adopter ce système (dont Stuttgart et Munich).

### Polluants règlementés

#### Oxydes d'azote (NOx)
À l'origine des pics de pollutions, les oxydes d'azote sont directement dangereux pour la santé humaine,. Ils sont majoritairement émis par le secteur des transports, dont les véhicules automobiles. Ceci est particulièrement vrai pour les moteurs Diesel dont les pots catalytiques sont inopérants pour les NOx de pots d'échappement. Les pots d'échappement libèrent ainsi dans l'air des radicaux peroxydés, en particulier de type peroxyacétyle, qui se combinent avec le NO2 pour former du nitrate de peroxyacétyle (appartenant à une « famille de molécules mutagènes mises en cause dans la pollution acide » affectant les poumons, mais aussi impliqués dans les « pluies acides » dégradant les forêts). L'acétaldéhyde et l'acétone présents dans l'air sont des précurseurs photochimiques du nitrate de peroxyacétyle (PAN). Les nitrates, très solubles dans l'eau (et donc dans les eaux météoriques) sont un puissant facteur d'eutrophisation de l'environnement.
Nombre de constructeurs dépassent les normes en matière de NOx et de CO2[source secondaire nécessaire].
En Europe, l'Union européenne, les gouvernements et les constructeurs, contrairement au Japon, n'accordent pourtant pas à ce jour une importance prioritaire à ce polluant dans la lutte contre la pollution automobile, mais concentrent souvent leurs discours sur le CO2 et le réchauffement climatique.
Le dioxyde d'azote est majoritairement issu du trafic routier. En Europe, les villes les plus touchées en termes de mortalité par habitant causée par le dioxyde d'azote sont Madrid, Anvers, Turin et Paris ; à Paris, cette pollution est la cause de 7 % de la mortalité totale. Les villes les moins touchées se situent dans le nord de l'Europe, en Norvège, Suède et Finlande.
En mars 2023, l'ONG International Council on Clean Transportation (ICCT), qui a lancé en 2014 le scandale du dieselgate, publie un rapport dénonçant les niveaux d'émission de NOx excessifs de 70 à 100 % des véhicules diesel fabriqués avant 2017 (85 % des voitures diesel homologuées Euro 5 et 77 % des voitures Euro 6), soit 19 millions de véhicules en circulation dans l'Union européenne et le Royaume-Uni, et 3,3 millions en France. ICCT dénonce une désactivation des dispositifs antipollution des véhicules diesel, désormais jugée abusive par la jurisprudence.

#### Monoxyde de carbone
La production de monoxyde de carbone (CO) par un moteur est due à une trop faible quantité d'air admis pour brûler l'essence injectée dans le cylindre avant la combustion. Le CO est un poison sanguin à faible dose, c'est principalement ce gaz qui provoque la mort lors des suicides par inhalation de gaz d'échappement. Il provoque migraines, vertiges, troubles de la vision et diminue l'oxygénation du sang. À forte concentration, il est mortel, d'où le danger de laisser tourner un moteur au ralenti dans un garage clos. Il est rapidement dilué puis dégradé en CO2 dans l'atmosphère. Un véhicule motorisé moderne aux normes, bien réglé et bien utilisé ne produit que d'infimes quantités de CO par kilomètre parcouru[réf. nécessaire]. Les systèmes d'échappement catalytiques ont beaucoup réduit ces émissions, mais contrairement à une idée répandue, ils ne stockent pas de particules de carbone, ni ne fonctionnent à froid (au démarrage) : il leur faut du temps pour « chauffer » et ainsi activer la catalysation.
De plus, avec le temps des particules de métaux lourds du groupe du platine (les catalyseurs) se détachent de leur support, et sont perdus en quantité significative, avec les gaz d'échappement au fur et à mesure que les pots catalytiques vieillissent, ou quand les voitures roulent sur de mauvaises routes,,,,,,,.

#### Particules (des suies aux nanoparticules)
Les véhicules émettent des particules en suspension (PM), qui sont essentiellement des hydrocarbures imbrûlés (HC). Ces particules sont classées selon leur diamètre, des suies aux nanoparticules par ordre décroissant.
Les moteurs Diesel émettent des particules d'imbrûlés (suies et particules plus fines), source de maladies respiratoires et de cancer selon des études épidémiologiques,. Les gaz d'échappement des moteurs Diesel sont désormais classés parmi les cancérogènes certains pour les humains par le Centre international de recherche sur le cancer (CIRC/IARC), l'agence pour le cancer de l'Organisation mondiale de la santé. Diminuer la dépendance à l'automobile serait aussi un moyen d'améliorer la santé et le climat, rappelle l'OMS en 2009.
Les imbrûlés provoquent chez l'humain, des affections des voies respiratoires et des allergies. Ils sont les autres précurseurs à la formation de l'ozone. En tant qu'hydrocarbures jouant le rôle de solvant, ils peuvent faciliter le transport d'autres polluants vers le sang à travers les poumons.
Les émissions de suies ont été grandement réduites grâce aux injecteurs à haute pression et aux filtres à particules. Ces derniers ont obligé à mettre sur le marché du gazole contenant moins de soufre, ce qui a diminué la pollution acide. Une amélioration serait d'y ajouter du carburant synthétique comme pour l'Audi R10[réf. nécessaire].
Enfin, si l'attention s'est focalisée jusqu'ici sur les moteurs Diesel, les nouveaux moteurs à essence à injection directe devront être scrutés de près. L'injection directe permet de réduire la consommation et, partant, les émissions de CO2. Mais ces nouveaux moteurs à essence pourraient rejeter jusqu'à 1 000 fois plus de particules fines que les moteurs à essence habituels.

#### Benzène
Le plomb de l'essence permettait d'augmenter le taux de compression, par élévation de l'indice d'octane, et il améliorait la lubrification du moteur. Trop toxique, il a été remplacé par des additifs contenant du benzène. Celui-ci n'est normalement pas rejeté après la combustion. Il est en revanche volatil lorsqu'il est exposé à l'air, comme pendant l'approvisionnement à la pompe.
Les transports routiers en général sont de loin les plus gros émetteurs de benzène, et on a constaté en Europe un lien direct entre la baisse de la teneur maximale en benzène dans les carburants (divisée par deux en 2000) et une baisse de la concentration de fond de benzène dans l'atmosphère.
Bien que cancérigène et mutagène, il est réputé présenter un risque négligeable pour l'automobiliste. Il augmente cependant le risque de cancer pour les travailleurs de l'industrie pétrolière, les pompistes et les personnes vivant au voisinage des stations-service.

#### Dioxyde de soufreSO2
Dans les pays où le taux de soufre des carburants est peu ou pas limité, le dioxyde de soufre est l'un des principaux responsables des pluies acides.

#### Plomb
La pollution au plomb est en forte réduction dans les pays riches et dans tous les pays où le plomb est interdit dans l'essence.
Néanmoins le plomb n'est ni biodégradable, ni dégradable ; il faut environ 20 ans pour l'éliminer de l'organisme (voir article saturnisme) ; et les séquelles neurologiques du saturnisme chez l'enfant peuvent perdurer toute la vie de l'individu. Dans les années 1970, on le retrouvait de même que du cadmium, du zinc et du nickel notamment dans les vers de terre vivant en bord de route.
En 1996, dans les pays et régions où l'adjonction de plomb dans l'essence n'était toujours pas interdite, une large proportion (entre 65 et 99 % des enfants vivant des zones à risque, et environ 50 % même parmi ceux moins exposés) étaient intoxiqués au plomb de manière chronique. L'introduction de l'essence sans plomb dans les pays développés s'est en effet rapidement traduite par une diminution environ de moitié de la plombémie chez les adultes citadins, pourtant moins sensibles à l'absorption de plomb que les enfants. En 2018, seuls trois pays avaient encore recours à de l'essence comportant du plomb : l'Algérie, l'Irak et le Yémen.

#### Amiantes et amphiboles
De l'amiante et des fibres d'une nature proche sont présentes dans les poussières routières. Ces fibres toxiques par inhalation et ingestion ont trois origines principales : 
- les plaquettes de freins, qui libèrent en s'usant des fibres d'amiante. Elles ont été interdites en France dans les années 1990[92],[93], mais pas dans d'autres pays comme le Canada[94]) ;
- l'asphalte, dans lequel l'amiante a couramment été ajouté (à hauteur de 1 % de son poids) durant plusieurs décennies (de 1975 à 1995 en France). Après l'interdiction de l'amiante comme composant de l'enrobé routier, on a découvert que divers graviers (issus de roches amphiboles) libèrent aussi (sous l'effet de contraintes mécaniques) des fragments fibreux dits « fragments de clivage » aux mêmes caractéristiques que l'amiante et qui selon l'ANSES (1995) pourraient poser des problèmes. Ces fibres peuvent participer à la pollution routière et poser problème lors des rénovations routières[95] ;
- le fibrociment, là où il a été utilisé ou quand il a été déposé parmi des gravats (sur les bas-côté par exemple)[93].

### Polluants non règlementés
Le contrôle de leurs émissions n'est pas obligatoire pour l'homologation des véhicules en Europe :
- 32 hydrocarbures individuels ;
- aldéhydes et cétones ;
- protoxyde d'azote N2O (un gaz peu toxique, mais un puissant gaz à effet de serre qui contribue par ailleurs à la dégradation de la couche d'ozone) ;
- sulfates ;
- fraction organique soluble ;
- HAP particulaires ;
- mesure granulométrique des particules dans les aérosols des gaz d’échappement.

## Pots catalytiques
Les catalyseurs à trois voies des véhicules à essence (CO, NOx et HC) peuvent aussi perdre leur efficacité dans certaines circonstances.
- Ils ne fonctionnent pas à froid. De plus, des études ont clairement montré que la montée en température d'un moteur froid varie considérablement, tout comme la « durée des émissions de démarrage à froid (sur environ 6 km) » et « les taux d'émissions excédentaires » caractérisant les conditions de démarrage à froid, selon le type de véhicule et sa technologie, mais aussi selon « le comportement des conducteurs et le type de polluant considéré »[97].
- Ils fonctionnent mal s'ils ont été « pollués » (les chimistes parlent d'empoisonnement du catalyseur) par un carburant qui ne leur convient pas (essence contenant des traces de plomb par exemple), par la production à haute température de phosphate de Cérium, qui inhibe la catalyse[98]. D'autres contaminants sont « naturellement » présents en faible quantité dans les pots catalytiques (P, Ca, Zn, Pb, Cr, Ni, Fe, Cd et Cu, et peuvent aussi affecter leur fonctionnement[98]).
- Un véhicule léger catalysé émet proportionnellement plus de polluants quand il est chargé ou quand il tracte une lourde charge[99] ou quand le moteur est fortement sollicité, généralement en forte accélération ou à vitesse élevée. On parle alors de « phase débouclée du moteur ». Lors de celle-ci, du carburant est fourni en excès afin d'abaisser la température des gaz d'échappement et de protéger les pièces du moteur.[réf. nécessaire].

## Pollution émise en essais et en conditions réelles

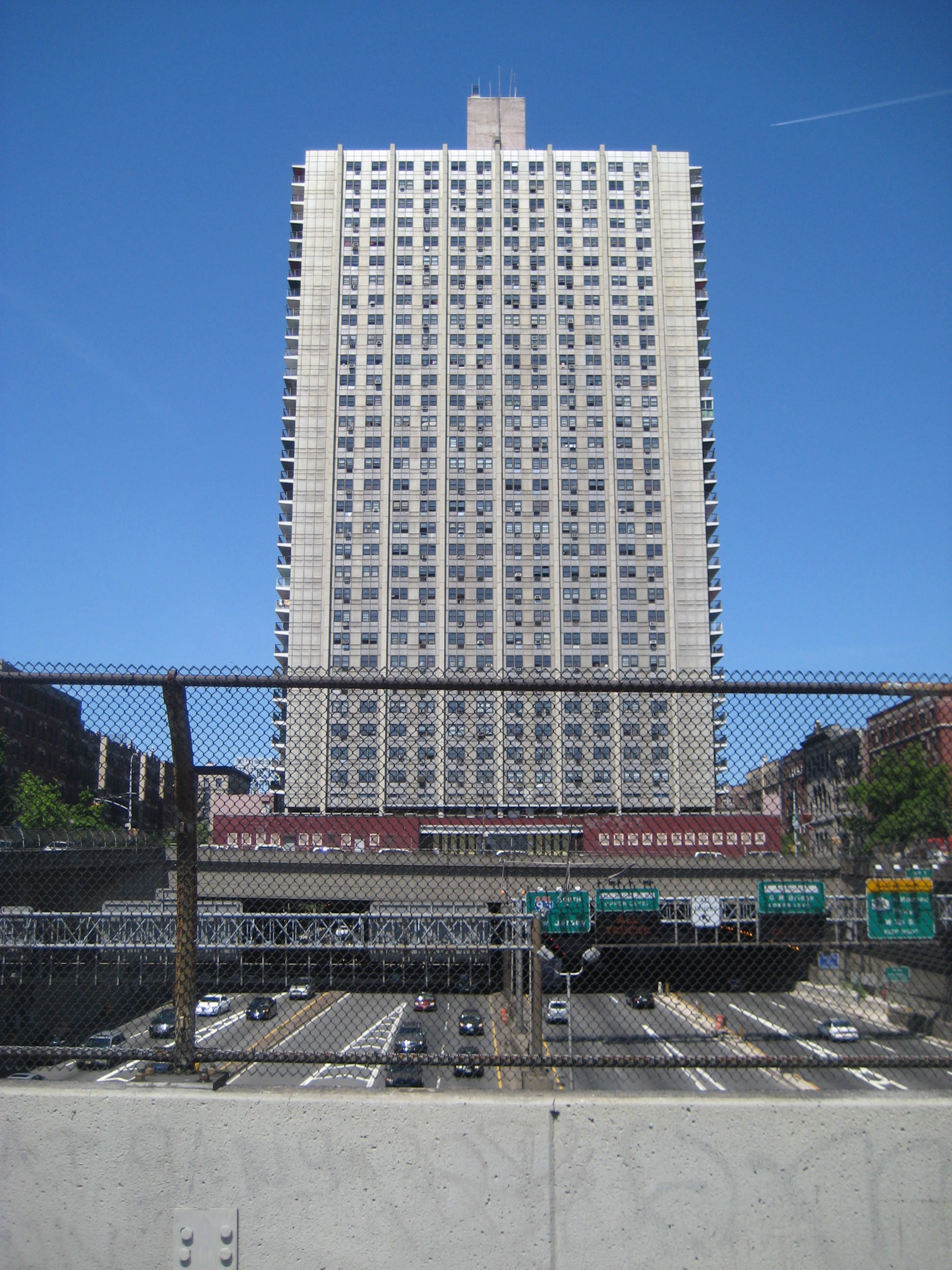
Les Bridge Apartments, à Manhattan (New York), sont quatre bâtiments construits entre 1961 et 1964 au-dessus d'une autoroute ; les résidents n'ont depuis cessé de se plaindre de la pollution et du bruit.

### Modalités des essais de pollution
Les directives et normes européennes,, impose aux véhicules léger un test dit Extra urban driving cycle (UEDC) qui a été ajouté après le quatrième cycle urbain ECE pour tester le véhicule à une vitesse plus élevée que celle autorisée en ville. Mais la vitesse maximale du cycle UEDC imposée par le test n'est que de 120 km/h (alors que 130 km/h sont autorisés sur autoroutes en France et bien plus sur certaines autoroutes allemandes).
Les véhicules motorisés, pour être homologués au regard des normes européennes de limitation de la pollution, sont testés sur bancs en conditions presque optimales, et leurs performances en conditions réelles et notamment en conditions inhabituelles et plus encore en condition ou dégradées ne sont pas affichées par les fabricants. Par exemple, bien que l'UTAC soit en France équipée pour tester des véhicules en chambre climatique à des températures externes variant de -20 à +40 °C, pour l'homologation officielle, le véhicule doit être à une température de 20 à 30 °C au démarrage (ce qui est très éloigné des conditions hivernales des régions froides ou tempérées). Durant les essais pour homologation, la climatisation du véhicule ne doit pas fonctionner (or, on l'utilise de plus en plus), et ce dernier ne doit pas être testé en condition difficile telles que fortes pentes ou grand froid ou forte chaleur (conditions pourtant fréquentes dans une partie significatives de l'Europe, et lors des migrations estivales, en hiver vers la montagne et en été vers la mer) ; pour des raisons de standardisation et simplification, la norme européenne impose qu'avant l'essai, le véhicule ait séjourné dans un local où la température reste sensiblement constante entre +20 et +30 °C. Ce conditionnement doit durer au moins six heures et il est poursuivi jusqu'à ce que la température de l'huile du moteur et celle du liquide de refroidissement (s'il existe) soit à ± 2 °C de celle du local. Ces essais ne sont pas représentatifs de ce qui se passe en période de canicule où les véhicules sont souvent de plus surchargés lors des départs et retours estivaliers. Le test d'homologation impose que le véhicule ne soit pas chargé ni en situation de traction (par exemple d'une caravane), alors que des études ont clairement montré que le poids du véhicule influait considérablement sur ses émissions). Et les seuls équipements en service dans le véhicule doivent être uniquement ceux qui sont nécessaires au fonctionnement du véhicule pour l'exécution de l' essai normalisé européen (utilisé pour homologuer tout véhicule depuis 1997...).
Un nouveau règlement européen entrera en vigueur le 1er septembre 2020, réformant le contrôle des émissions polluantes des véhicules mis sur le marché de l'Union européenne ; renforçant les contrôles et leur indépendances et permettant à la Commission d'exercer des contrôles et de sanctionner les constructeurs (indépendamment des États-membres) par exemple en déclenchant des rappels à l’échelle de l’UE et en distribuant des amendes allant jusqu’à 30 000 € par voiture, en cas de violation de la législation. Les constructeurs devront fournir un accès aux protocoles des logiciels de la voiture. Le nouveau test en laboratoire procédure d'essai mondiale harmonisée pour les voitures particulières et véhicules utilitaires légers (WLTP) remplacera le nouveau cycle européen de conduite (NEDC) utilisé depuis 1973. Un forum dirigé par la Commission veillera à la mise en œuvre de ces règlementations.
Les tests ne prennent pas en compte les émissions de particules lors du « nettoyage automatique » des filtres dits « à régénération », dont plus de 45 millions de voitures Diesel sont équipées en Europe. Ce nettoyage est indispensable pour éviter leur encrassement ; il s’enclenche automatiquement environ tous les 480 kilomètres. Une étude publiée en janvier 2020 par la Fédération européenne pour le transport et l'environnement révèle, lors de cette phase de nettoyage des filtres, des émissions de particules jusqu’à 1 000 fois supérieures à la normale, qui peuvent s’étaler sur 15 kilomètres. Ces émissions n'étant pas prises en compte par les tests d’homologation, 60 à 99 % des émissions de particules réglementées sont en réalité ignorées par les tests officiels,.[source secondaire nécessaire]

### Autres facteurs en conditions réelles
Jusqu'au début des années 2000, les comportements polluants des moteurs et l'efficacité relative des pots catalytiques étaient de mieux en mieux connus des autorités, mais uniquement en conditions standardisées de laboratoire ou de banc d'essai. Ils l'étaient moins bien en conditions réelles de conduite urbaine, et moins encore en conditions d'effort pour les moteurs (monter une pente, ou la descendre avec frein moteur par exemple). Faute de données scientifiquement étayées publiées par les constructeurs automobiles et faute d'études indépendantes, d'importantes incertitudes persistaient encore au début des années 2000 à ce sujet.
Des chercheurs de l'université de Californie à Berkeley ont donc profité d'un long double tunnel autoroutier californien à 4 % de pente, où la vitesse diminue naturellement aux heures de pointe. Ils y ont mesuré en continu les émissions de CO, NOx et hydrocarbures non méthaniques (NMHC en anglais) des automobiles, pour les étudier au regard de deux facteurs, la vitesse et la puissance demandée au moteur, et selon que les voitures montaient ou descendaient la pente (en Californie où est situé ce tunnel, les pots catalytiques sont obligatoires depuis 1975). Les résultats ont confirmé que les tests d'homologation pouvaient assez fortement sous-estimer les émissions des véhicules en condition réelles :
- pour les émissions de CO : dans le sens de la descente, elles varient de 16 à 34 grammes de CO par litre d'essence consommé, mais elles doublent dans la montée (27 à 75 g L−1). À vitesse modérée, descendre ou grimer la pente se traduist par une émission de CO comparable. Le doublement d’émission de CO dans la montée n’apparait que pour les véhicules roulant vite. Ces résultats sont inattendus car la montée se fait avec un moteur sollicité à régime moyen[109]. Or, lors des tests d'homologation et de certification des émissions, tels qu’imposés aux États-Unis ou en Europe (sur banc d'essai à rouleaux, en conditions dites de « cycle urbain »), un moteur tournant à régime modéré émet bien moins de CO que ce qui est constaté dans lors de l'expérience ;
- Pour les émissions de NOx : contrairement aux observations faites pour le CO, la teneur en NOx des gaz d'échappement augmente dans la montée, même à bas régime du moteur (par rapport à la conduite en descente). Les émissions de NOx augmentent plus fortement avec la vitesse du véhicule quand celui-ci monte, mais pas aussi fortement que n’augmente le taux de CO[109] ;
- dans le sens de la montée, les émissions de CO et de NOx sont à la fois fonctions de la vitesse du véhicule et de la puissance spécifique. Aucun de ces deux paramètres (vitesse et puissance) n'est à lui seul prédictif des émissions[109] ;
- dans le sens de la descente (où se manifeste l’effet frein moteur), contrairement à ce qui se passe pour le CO et le NOx (selon cette étude) et contrairement aux résultats rapportés pour les NMHC antérieurement par Pierson et al.[110], les émissions de NMHC par unité de carburant consommé dans la descente sont dans le tunnel plus de trois fois plus élevées que les émissions de NMHC des véhicules gravissant la pente[109] ;
- l'unité de mesure  considérée pour les indicateurs a une importance : en périodes de pointe, les taux d'émission de CO et NOx varient plus selon les conditions de conduite du véhicule quand ils sont exprimés par unité de distance parcourue, plutôt que par unité de combustible brûlé. Inversement, les taux normalisés d'émissions de HCNM par rapport à la distance parcourue sont à peu près constants dans la montée comme dans la descente[109].

Une conduite économe et une circulation bien régulée permet de diminuer les émissions unitaires (et la consommation de carburant).

## Impacts environnementaux

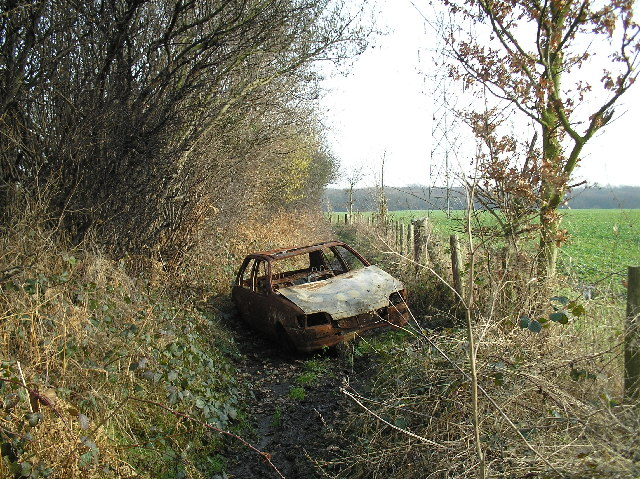
Automobile abandonnée.

La construction d’une route a de nombreux impacts sur les espèces et leurs habitats :
- destruction des habitats par les opérations de terrassement
- dégradation du milieu par la pollution (polluants aéroportés ou lessivés à partir de la chaussée[113])
- mortalité par collision
- fragmentation des habitats naturels
- modification locale du climat au-dessus et en bordure des routes
- pollution lumineuse
- pollution sonore

Les impacts sont nombreux et complexes. Ils varient selon le contexte et sont atténués ou au contraire amplifiés selon la manière dont la route est positionnée, construite, gérée et surtout selon ses impacts secondaires. Ils ne sont pris en compte et qu'imparfaitement et depuis peu (La Loi française sur les études d'impacts ne date que de 1976).

### Types

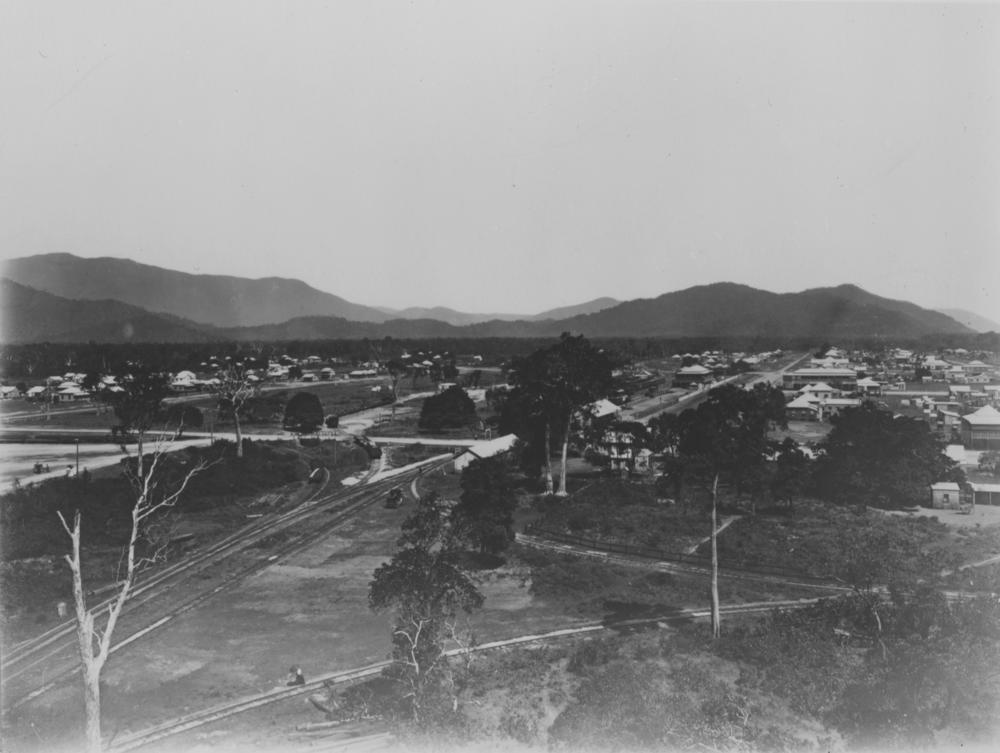
Au début de l'apparition de l'automobile (ici à Cairns, en 1900), la plupart des routes étaient encore des chemins de terre damés ou empierrés. La circulation était rare et ces voies avaient probablement peu d'impact en matière de fragmentation écologique.

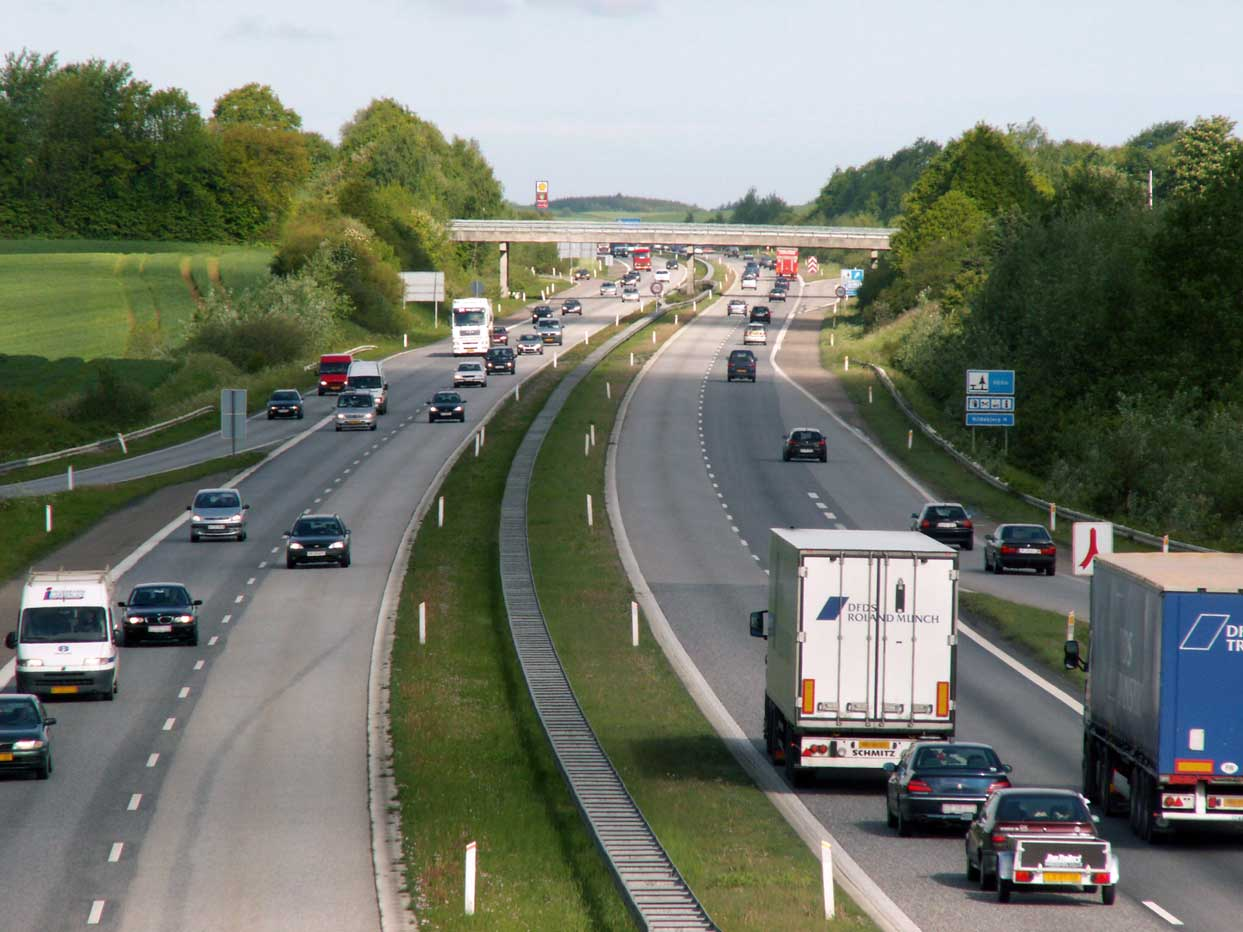
Route transeuropéenne E20 (ici au Danemark), très circulante et facteur de fragmentation écopaysagère

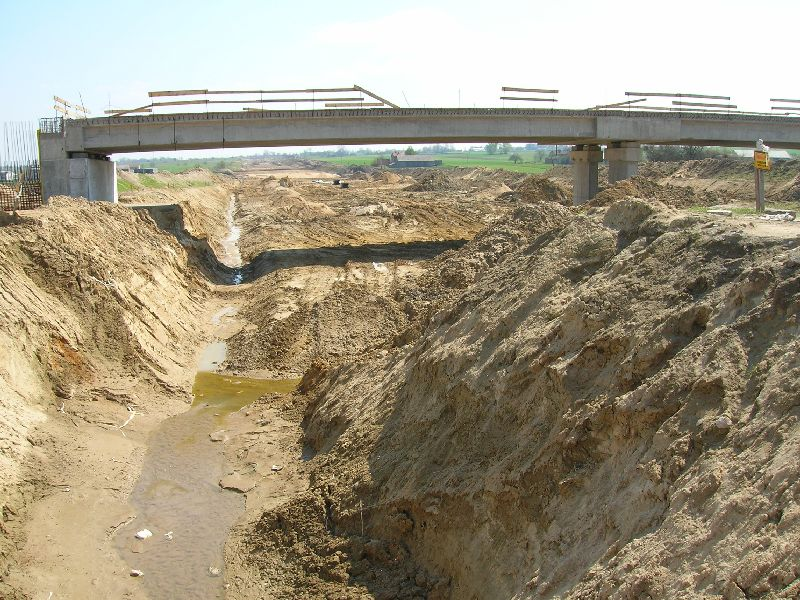
Les chantiers modernes ont un impact profond sur le sol et le sous-sol et sur les nappes superficielles

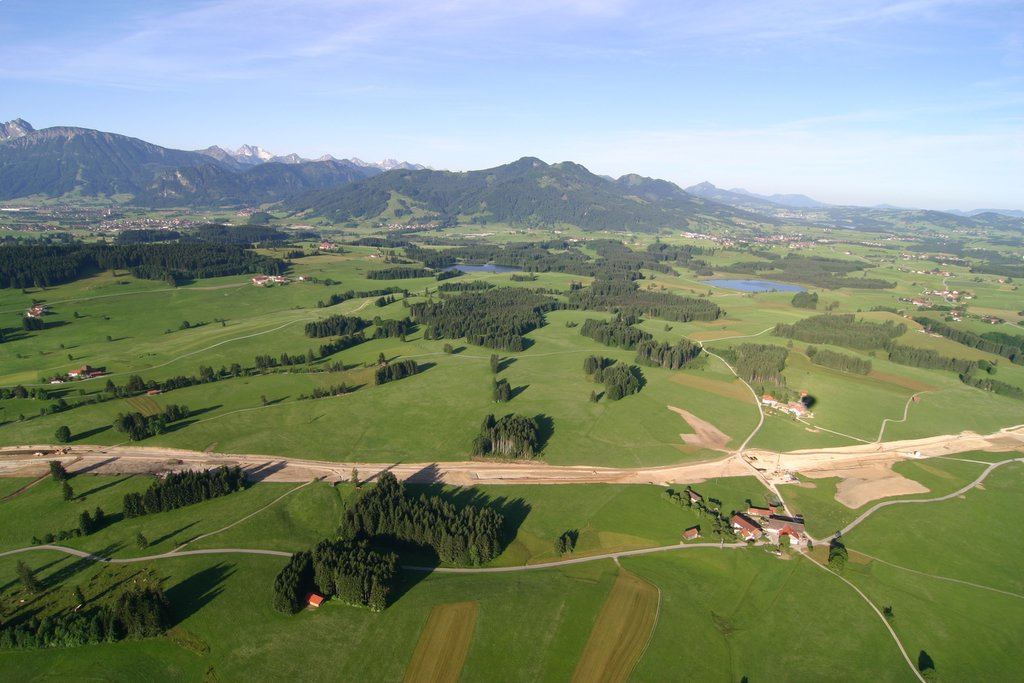
Construction autoroutière (en Allemagne). La technique du déblai/remblai est facteur d'un morcellement supplémentaire d'une nature qui était ici relativement bien conservée.

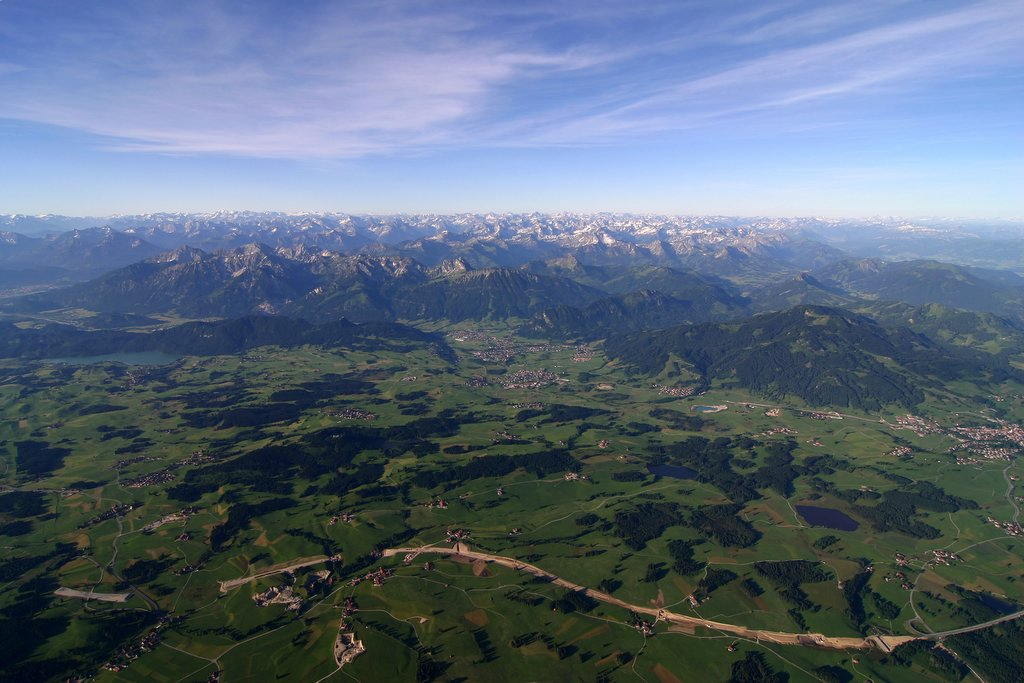
Le passage en tunnel ou viaduc permet de conserver des continuums écopaysagers et de préserver certains corridors biologiques

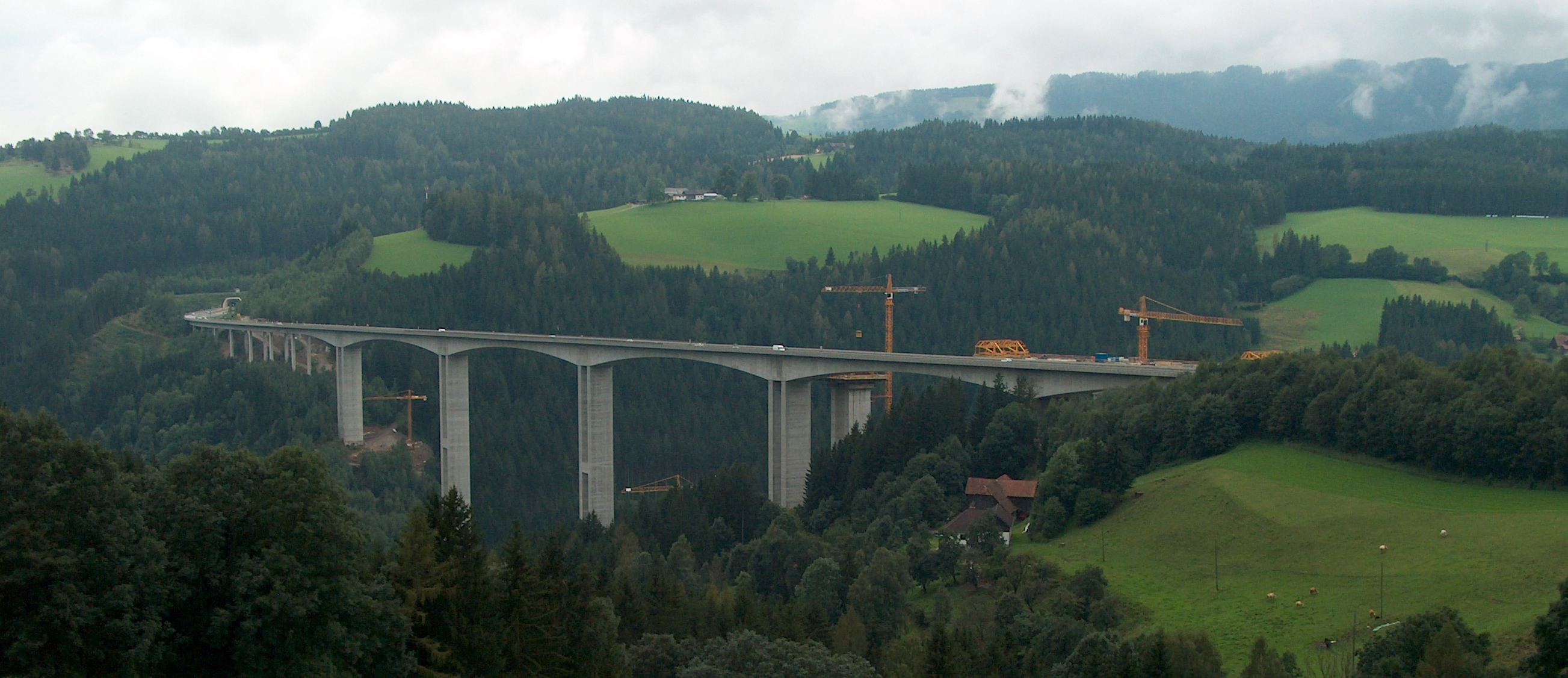
Le viaduc est coûteux, a un impact visuel important, mais il conserve presque aussi bien que le tunnel la continuité écologique des territoires, dont ici la rivière, sa ripisylve et les corridors forestiers (A2, Autriche, 2005).

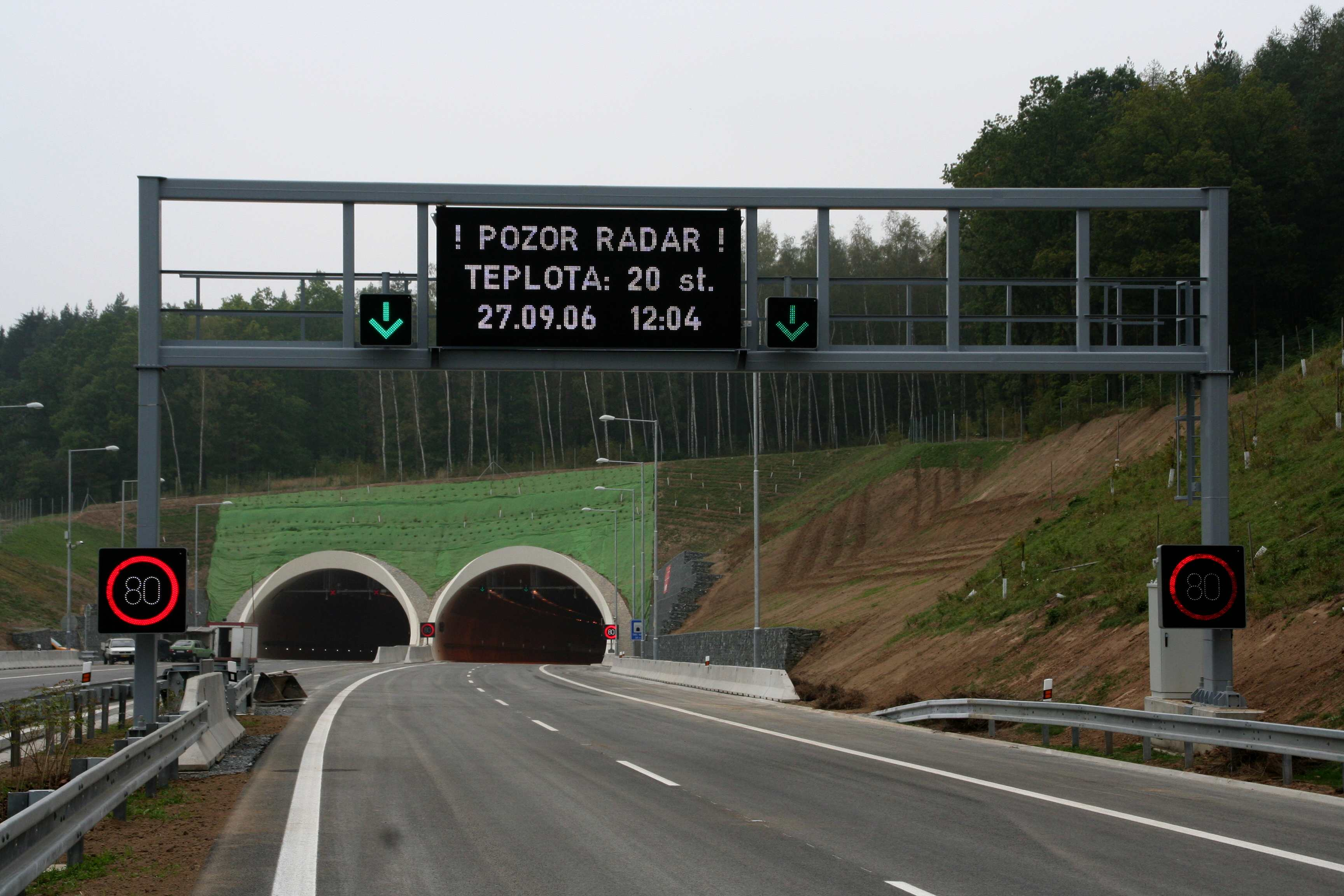
Le tunnel, mieux que la tranchée couverte permet de conserver des zones de paysages intactes, mais il est plus cher à construire, à entretenir, et plus dangereux, qu'une simple route.

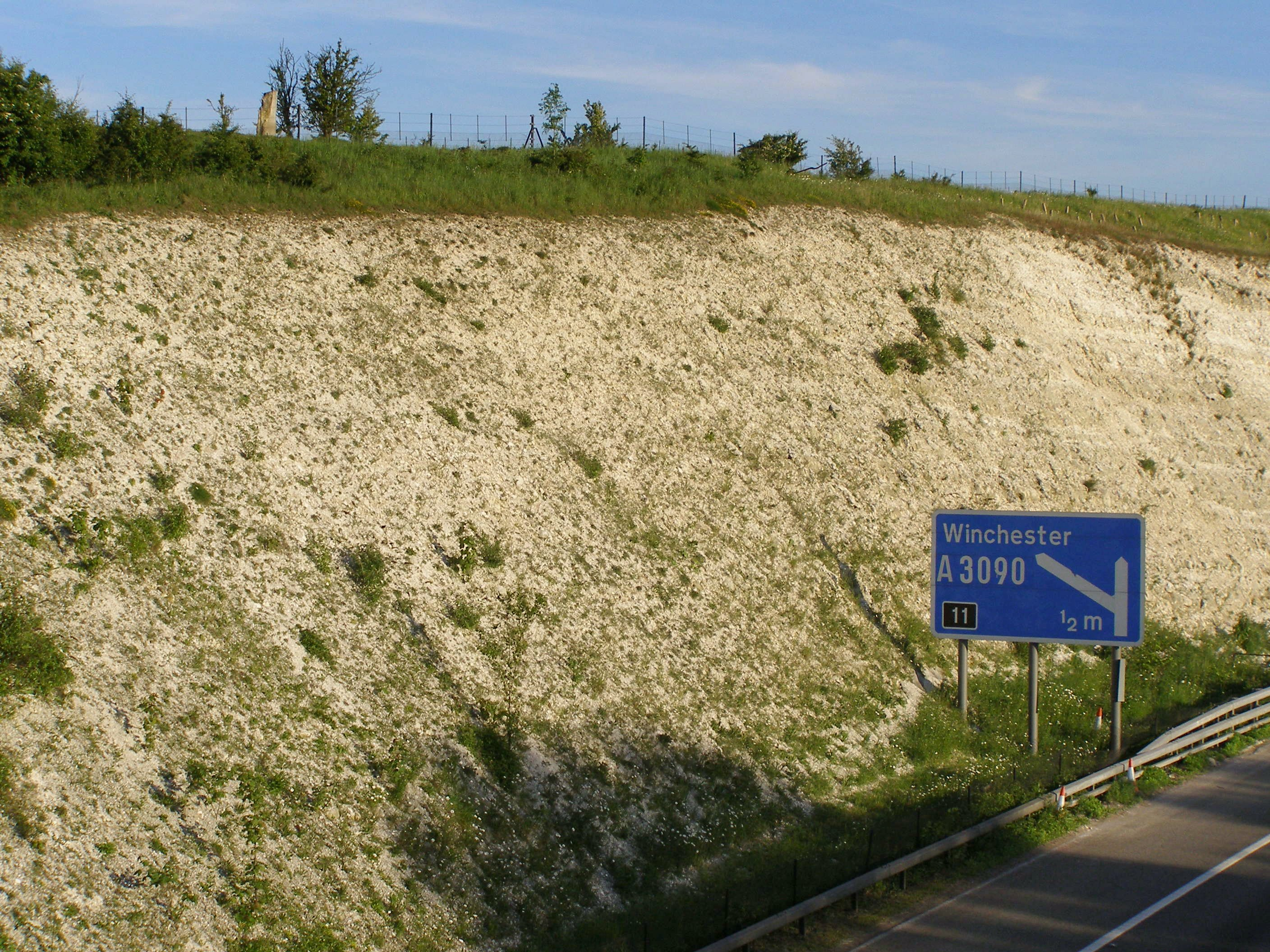
Des néo-milieux, tel ce talus, accueillent parfois des espèces pionnières devenues rares ou des orchidées. Une espèce de plante sur deux peut en France être trouvée sur des bords de routes. Une gestion différenciée peut les favoriser.

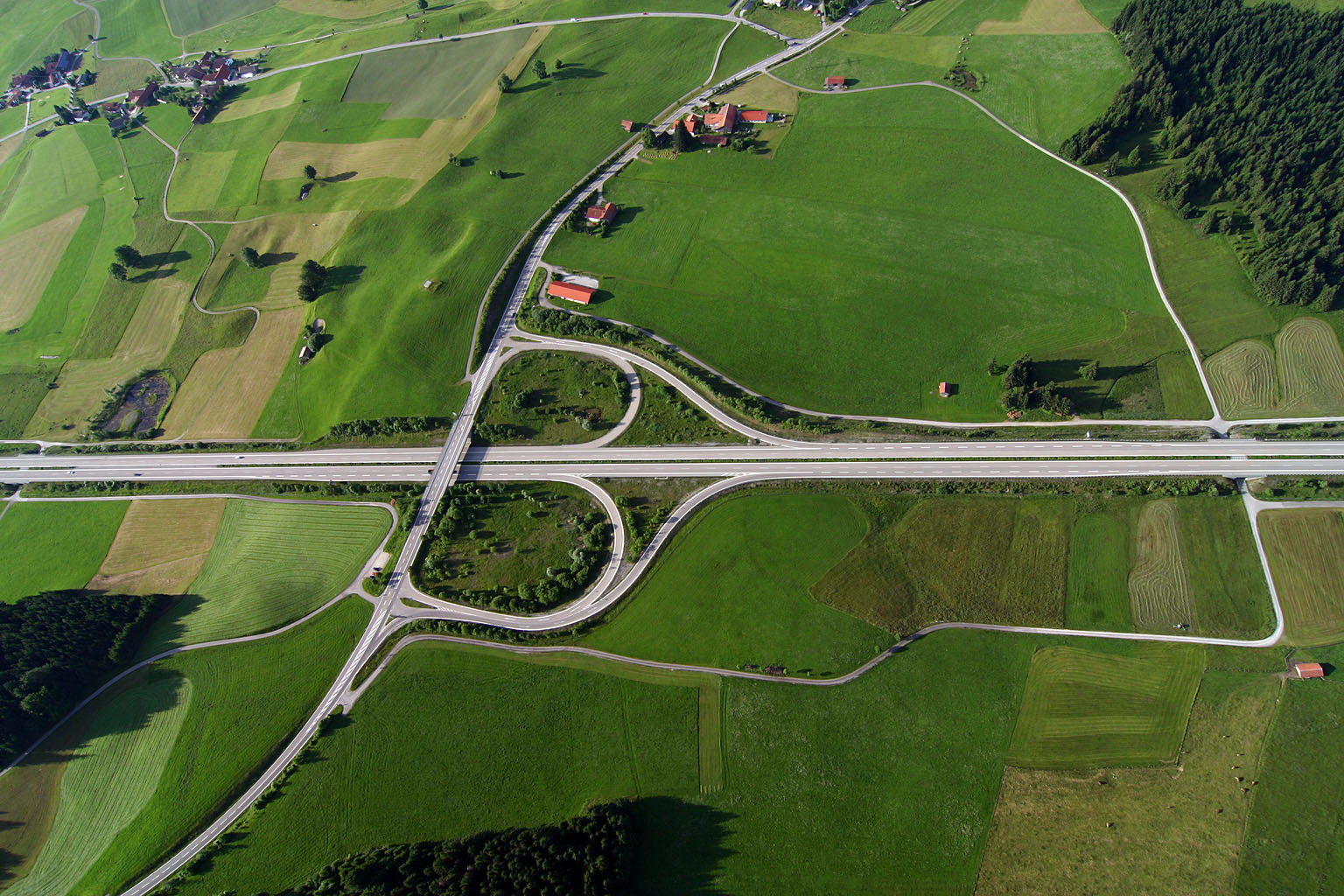
Malgré des efforts de paysagement et renaturation, bretelles et voies secondaires contribuent encore à fragmenter le continuum écopaysager (Allemagne, juin 2005).

La construction des réseaux routiers a de nombreux impacts sur les espèces et leurs habitats :
- consommation d'espace par les carrières de granulats et le transport de matériaux, puis destruction d'habitats par l'occupation de l'espace routier, les terrassements, le drainage, ou par modifications induites de l'usage du sol (remembrements, délocalisation d'activités). La consommation d'espaces forestiers, agricoles, naturels ou urbains pour la construction des infrastructures routières ; ainsi en 2014, « près de 3 % du territoire français est occupé par les infrastructures de transport »[114] ;
- consommation d'énergie fossile l'enrobé est composé de 4 à 6 % de bitume dont la fabrication nécessite un chauffage à 140 °C à 170 °C (700 MJ/tonne, selon l'USIRF) : 1 km d'autoroute 2 × 2 voies couverte d'un enrobé de 20 cm (moyenne basse) consomme 35 tonnes de bitume et 10,8 tonnes d'équivalent pétrole pour sa fabrication. On teste depuis peu pour les enrobés un liant végétal et un enrobé utilisable à moindre température, consommant 20 à 25 % d'énergie en moins ;
- dégradation du milieu par les pollutions induites (par la fabrication de l'infrastructure, puis à cause du trafic routier, et aussi par l'usage des herbicides et du salage ou encore lors de chantier de réparation et entretien ou encore à la suite de pollutions accidentelles) ;
- mortalité de la faune : écrasée ou blessée par collision avec les véhicules ; en France, on dénombre environ 23 500 collisions graves par an avec de grands ongulés (« toutes voies et espèces confondues »), ce phénomène augmentant avec le nombre de grands ongulés : le nombre d'accidents est ainsi passé en France d'environ 3 700 collisions au recensement de 1984-1986 à 23 500 collisions par an selon les chiffres disponibles en 2008 (soit environ six fois plus, taux corrélé à celui de l'augmentation des populations de cervidés) pour un coût qui atteindrait 115 à 180 millions d’euros vers 2005[115] ;
- mortalité animale par prédation augmentée en bordure des axes routiers par « effet de lisière » ou « effet de bordure » : un des effets de la fragmentation écologique, les lisières artificielles et bordures dégagées de routes favorisant la circulation et l'« efficacité » de certains prédateurs, tout en augmentant la vulnérabilité de leurs proies[116],[117],[118] ;
- modifications microclimatiques au-dessus et en bordure des routes. Les surfaces bitumées (et autres surfaces minéralisées) contribuent au phénomène d'îlot de chaleur urbain[119],[120] ;
- pollution lumineuse, qui porte atteinte à la biodiversité et trouble les rythmes chronobiologiques fondamentaux synchronisés par l'alternance jour/nuit. De plus, l'éclairage routier est un piège mortel pour certaines espèces ou, au contraire, repousse les espèces « lumifuges » ;
- pollution sonore : selon un rapport de l’Agence européenne pour l'environnement de 2020, le trafic routier en est la première en Europe[121].

L'impact sur la biodiversité vient surtout de la perte d'intégrité écopaysagère induite par la fragmentation croissante du paysage. Ce morcellement est un phénomène récent et nouveau dans l'histoire planétaire du vivant. Ses effets sont complexes et incertains sur le moyen et long termes, mais on observe déjà, entre autres, des effets de « barrières écologique », d'insularisation écopaysagère (diminution de la taille et du nombre des « taches » de nature, et augmentation des distances entre ces « taches »), etc. au détriment de la diversité biologique.
Alors que les bermes routières (et les déplacements humains et de véhicules) favorisent la diffusion de quelques espèces ubiquistes invasives (Renouée du Japon, colza, éventuellement transgéniques par exemple, en Europe), la plus grande partie de la faune et une partie de la flore subissent un appauvrissement génétique ou finit par disparaître en raison de l'insularisation écologique induite par les routes et l'agriculture. On observe une diminution des espèces rares, endémiques ou spécifiques à un milieu au profit d'espèces communes, ubiquistes ou devenant invasives.
Une route et son fond-de-couche constituent une barrière infranchissable pour la quasi-totalité de la faune, y compris souvent pour des espèces capables de voler, et plus encore pour les organismes du sol, car elle modifie très localement mais fortement certaines conditions du milieu telles que température, hygrométrie, luminosité, exposition au vent et aux prédateurs, nature du sol, etc.
La circulation perturbe la faune riveraine et les migrations d'autres espèces que les oiseaux. Le bruit (dont ultra- et infrasons inaudibles pour l'humain), les vibrations, les odeurs ou l'éclairage piègent, alertent ou font fuir de nombreuses espèces parmi les reptiles, les amphibiens, les chauves-souris, etc. Pour les animaux qui osent traverser les routes, la mortalité par collisions est également un facteur important de perte de biodiversité,. Selon Reporterre, les mesures de compensation écologique mises en place lors de grands travaux ne sont pas satisfaisantes : « dans 80 % des cas, les mesures de compensation ne permettent pas d’éviter une perte de biodiversité ».
Des études en laboratoire ont montré que même les « vapeurs d'essence sans plomb nuisent à la capacité des abeilles à apprendre et à se souvenir de l'odeur des fleurs intéressantes ». Quant au diésel, ses fumées « altèrent directement l'odeur des fleurs, rendant ainsi plus difficile le repérage de celles que les abeilles préfèrent ».

### Chaussée
Le goudron frais présente une toxicité intrinsèque. En particulier, il émet des HAP soupçonnés d'être cancérigènes et/ou mutagènes.
Les routes et aires de stationnement occupent maintenant dans les pays développés une part considérable du territoire. En France, les routes et parkings couvrent 17 000 km2.
L'air ambiant est chargé en microplastiques, constamment alimenté par l'usure des pneus automobiles,,, les fibres textiles synthétiques, et les freins,. Les nanoplastiques peuvent parcourir des milliers de kilomètres. En raison de leur poids élevé, les voitures électriques présentent une usure des pneus globalement plus élevée que celle des voitures thermiques. En revanche, le recours au freinage régénératif limite leur usure des freins,. Dans l'Ouest des États-Unis, 84 % des microplastiques proviennent des routes. La prise de conscience de la pollution due aux pneus va grandissant.
Les signalisations peintes sur le bitume, telles que ligne continue, ligne discontinue, ligne continue d'arrêt, ligne discontinue de « Cédez le passage », passages piéton, flèches, place de parc, etc. sont sujettes à l'usure et doivent être repeintes régulièrement.
Cela a plusieurs conséquences environnementales :
- imperméabilisation : cette surface bitumée laisse ruisseler des eaux qui se chargent de divers polluants (dont de nombreux métaux et les sels de déneigement)[138],[139]. Dans les pays riches, des bassins de rétention et des bassins d'orage accumulent ou pré-traitent les eaux très polluées qui peuvent y décanter avant de rejoindre le réseau hydraulique, mais l'eau ainsi interceptée n'alimente plus la nappe, contribuant aux inondations. Dans les pays pauvres, les eaux polluées gagnent généralement directement les nappes, marais, cours d'eau ou puits.
Une partie des polluants passe néanmoins dans l'air (benzène, microparticules) mais retombe (en grande partie à 25–30 m du bord de route) et s'infiltre en partie dans le sol (métaux lourds) ou ruisselle avec l'eau pluviale ;
- albédo et microclimat : au soleil, le bitume noir diminue très fortement l'albédo du sol ; le goudron et la route accumulent de la chaleur, qu'ils restituent la nuit, contribuant à produire un microclimat de type aride, qui renforce la barrière écologique que sont les routes pour la microfaune, hormis pour quelques espèces (salamandres après la pluie ou reptiles) qui sont attirés par la route pour s'y réchauffer, ce qui les rend plus vulnérables encore à la mortalité animale due aux véhicules ;
- pollutions : notamment lors des accidents, divers fluides (huiles, carburants, contenus de batteries, antigel, liquide de frein, mercure de contacteurs, etc.) s'infiltrent et polluent peu à peu et parfois gravement le sol et les nappes phréatiques. Lors d'incendie de véhicules ou de pneus, le goudron peut aussi brûler en émettant une fumée noire a priori toxique. Une réduction de certains risques serait possible par le remplacement par des systèmes électriques, une récupération de l'énergie dans un circuit de vapeur ou une meilleure efficacité et des produits moins toxiques. Le sous-sol des stations essences en fin de vie est généralement pollué. Ils peuvent en France à ce titre être intégrés dans les bases de données relatives aux sols pollués (Basias et Basol). L'introduction de nouvelles entités dans l'environnement, en particulier des plastiques, constitue une limite planétaire désormais franchie[140].

À basse vitesse et lors des accélérations, les voitures électriques sont moins bruyantes que les modèles thermiques, mais à vitesse stabilisée supérieure à 30 km/h, cet avantage disparaît car le bruit causé par le contact entre les pneumatiques et la chaussée devient prédominant,.

### Impacts secondaires
Par leurs effets induits, les infrastructures routières bouleversent les paysages. Les routes sont en effet souvent suivies de remembrements ou encouragent une intensification de l'agriculture, la périurbanisation ou l'exode rural, conduisant à une artificialisation croissante du territoire, au détriment des écosystèmes ou agrosystèmes traditionnels.
Ce phénomène est constaté jusque dans les forêts tropicales, où les routes présentées comme moyens de désenclavement et de développement sont sources d'accélération de la destruction des forêts. Au Brésil, la BR-136 de 1 770 km est surnommée « autoroute du Soja »[réf. nécessaire]. Les scieries s'y sont alignées au fur et à mesure que les grands et petits propriétaires ou des occupants illégaux coupaient la forêt en repoussant les populations amérindiennes au profit de monocultures de soja. Ainsi, 80 % des déboisements amazoniens ont lieu à moins de 50 km d'une route. Les conséquences des routes sont encore plus destructrices que les routes elles-mêmes. La forêt de Guyane a sans doute été protégée[réf. nécessaire] par le fait que longtemps[Quand ?] elle n'a eu qu'une seule route côtière (RN1) et aucun grand port. Elle dispose maintenant d'un axe routier transamazonien Est-Ouest (RN2).

### Impacts hydrauliques
Les infrastructures routières sont le plus souvent imperméables. Le dessous des routes modernes est damé est stabilisé par mélange de terre et de chaux et ciment, constituant une épaisse semelle presque aussi dure que du béton. La route et sa semelle interrompent donc l'infiltration de l'eau vers les nappes et parfois la circulation horizontale des eaux de ruissellement mais aussi de la nappe superficielle. L'eau est de plus polluée dans son parcours sur les routes et à leurs abords, dont par le sel et le plomb relictuel de l'époque où l'essence était riche en plomb.
Les routes ont souvent fait l'objet de terrassements, accompagnés d'un drainage et de la création de fossés qui ont aussi modifié l'hydraulique naturelle ou antérieure des sites concernés, ainsi que les flux amont-aval. Les routes ont souvent exacerbé les inondations et sécheresses. Certaines routes ou la déforestation qu'elles ont imposée ou permise sont responsables de coulées de boues, d'effondrements ou de glissements de terrain. Les franchissements de cours d’eau se calibraient autrefois sur la crue centennale, mais les pratiques agricoles et peut-être les changements climatiques ont exacerbé la fréquence et la gravité des crues auxquelles les routes et ponts ne résistent pas toujours.

### Poussière et aérosols

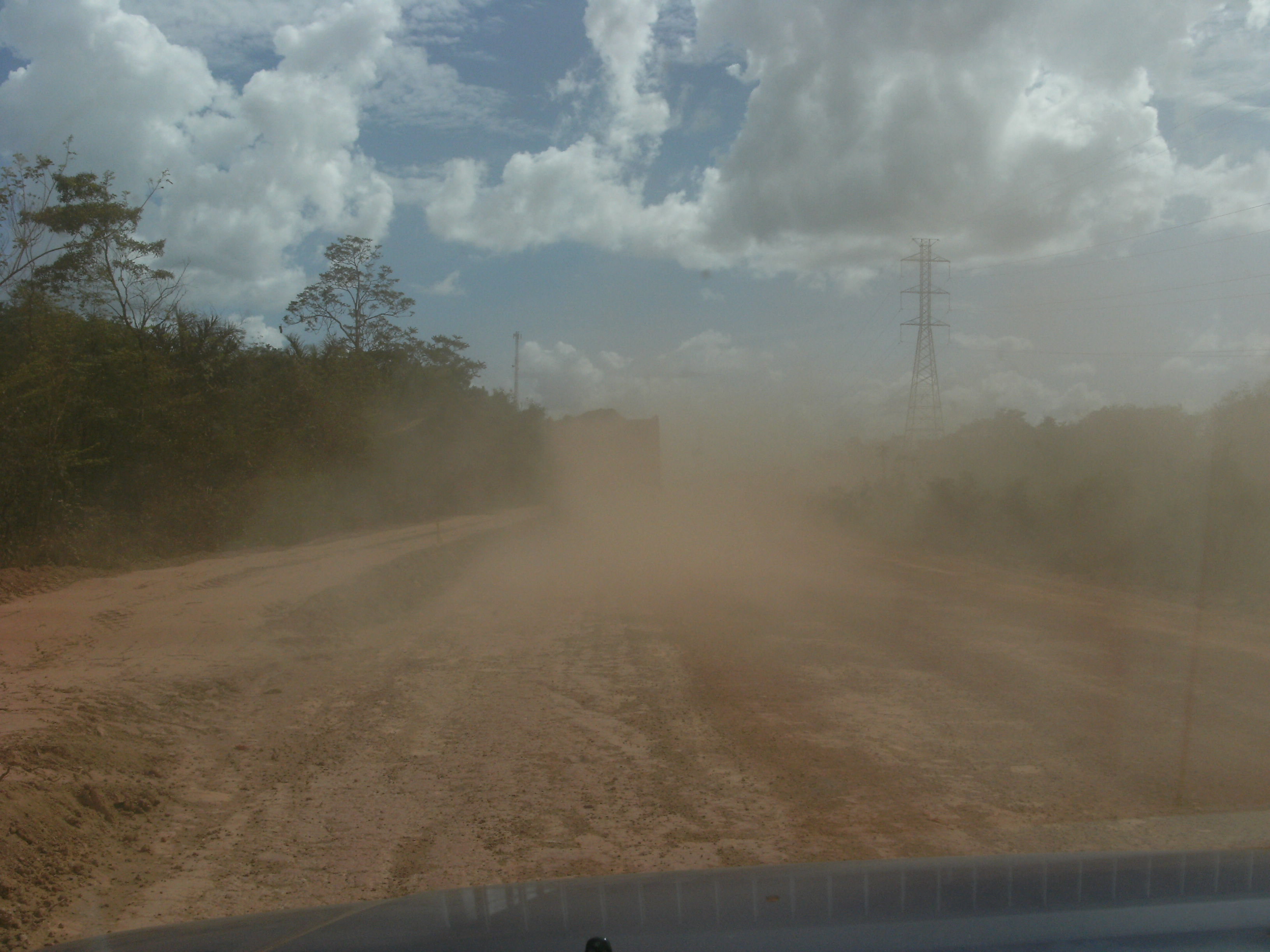
En Amazonie et sur le plateau des Guyanes, le sol contient souvent et naturellement plus de mercure que la moyenne des sols tempérés. En saison des pluies, les routes latéritiques produisent de la boue, et en saison sèche beaucoup de poussière.

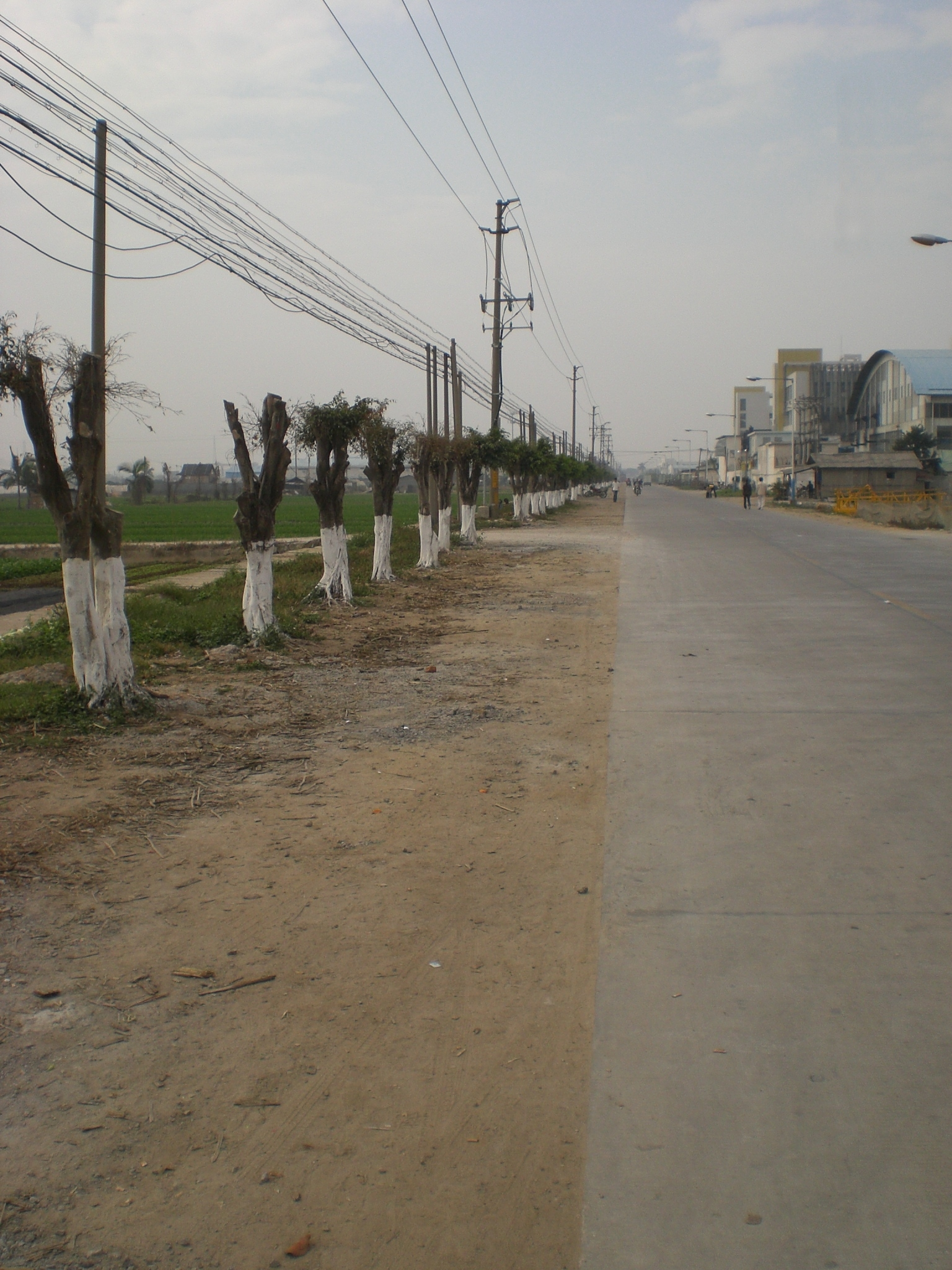
Les bas-côtés utilisés par les piétons, vélos, animaux sont en zone tropicale souvent également poussiéreux.

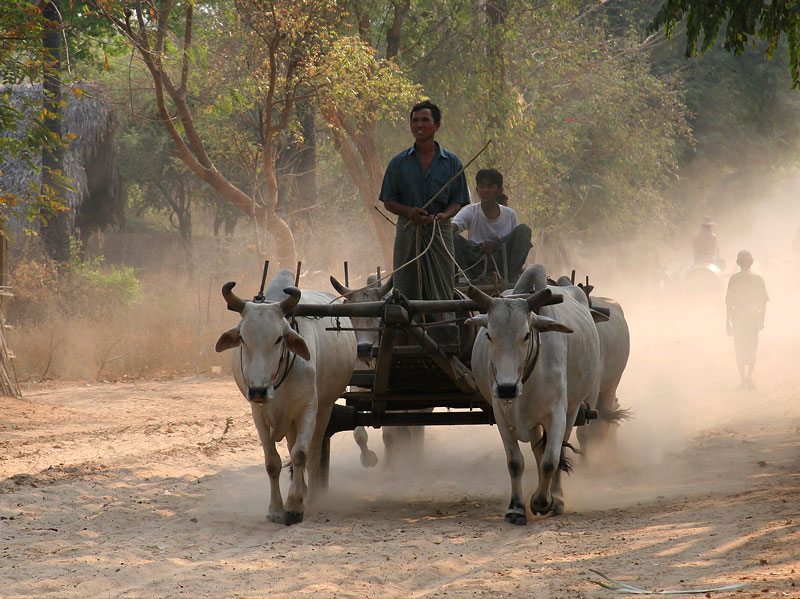
Sur sol poudreux et sec, même la traction animale est source d'envols significatifs de poussière.

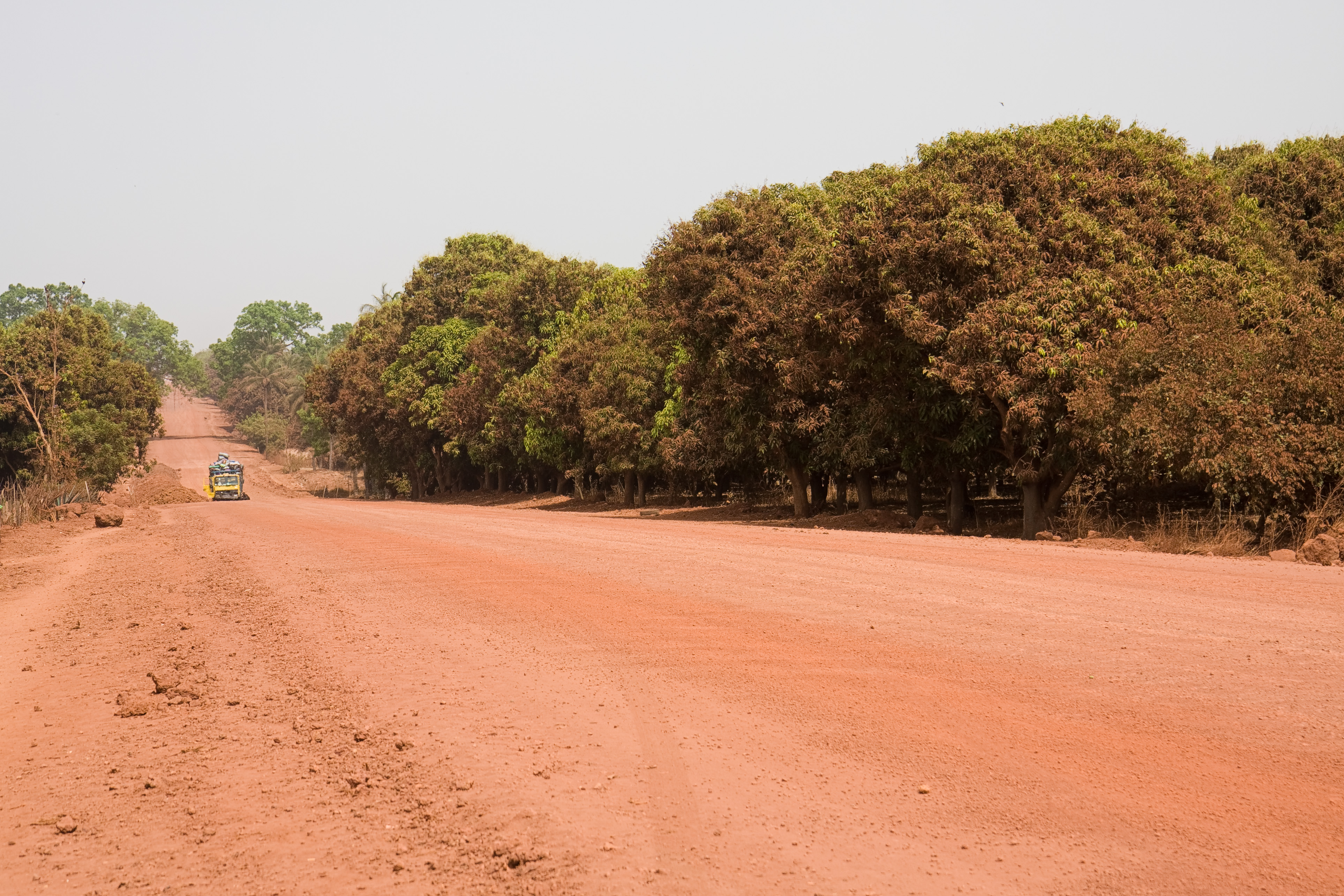
Ici, en Gambie, en saison sèche les arbres sont rougis par la poussières latéritique jusqu’à plus de 5 mètres de hauteur (South river street, Gambie).

Une étude a estimé en France qu'une autoroute de taille moyenne (autoroute A11 à Nantes, soit 25 000 véhicules par jour) produisait environ une tonne de matières en suspension par kilomètre et par an (1 km d'autoroute = 2 ha), dont 25 kg d'hydrocarbures, 4 kg de zinc, 0,5 kg de plomb. Le sablage et salage représentent un apport de matière de 5 à 10 t/km. Une partie des polluants aériens sont retrouvés dans les eaux d'assainissement pluviales.
Dans les pays ou régions du monde où les voies ne sont pas asphaltées, les pistes sont de terre damée, empierrées ou recouvertes de gravillon. Elles sont souvent drainées par des fossés ou surélevées pour échapper aux effets des pluies. Le passage de véhicules fréquemment surchargés y défonce le sol, provoquant dès qu’il fait sec d'incessants envols de poussières. Ces envols de poussières sont bien plus important que ceux causés par le transport traditionnel (marche, traction animale, pirogue…). En zone de forêt tropicale et équatoriale humides, les routes sont presque toujours les axes qui permettent la déforestation et l'exportation des produits cultivés (ou élevés) sur des sols souvent fragiles et sensibles à l'érosion[réf. nécessaire].
Plusieurs effets inattendus de ce phénomène sont apparus, dont peut-être une contribution à la disparition des coraux : Ces derniers peuvent localement souffrir des retombées de poussières provenant des routes constituées de coraux morts concassés, mais aussi des retombées d'énormes quantités de poussières mises en suspension dans l'air à partir de l'Afrique saharienne et sub-saharienne ensuite transportées par les vents et qui retombent en mer très loin de leur source. Cette poussière peut modifier la turbidité de l'eau et inhiber le développement du corail en provoquant une maladie dite Maladie de la bande noire. Aux Caraïbes et en Floride, les récifs coralliens meurent en lien avec ces aérosols (fig. 11.4 du Guide de Beucher).
Des études ont aussi corrélé les envols massifs de poussières de zones arides et certaines épidémies, dont de méningite survenues au Sahel (Thomson, 2006 837). Ainsi, aux Caraïbes, 30 % environ des bactéries trouvées dans les aérosols désertiques peuvent communiquer une maladie aux plantes, animaux ou humains. Le nombre d'asthmatiques sur les îles Barbades a été multiplié par 17 de 1973 à 2010, et les marées rouges observées au large de la Floride sont également corrélés avec de forts taux d'aérosols. La voiture n'est pas directement à l'origine de cette poussière, mais les routes sont des axes majeurs de pénétration et d'exploitation de milieux autrefois extensivement utilisés par les humains. C'est autour des routes et à partir d'elles que les déboisements se font, par le feu notamment, puis cultures sur brûlis, source de fumées, envols de cendres puis de poussière à partir des sols dégradés.
Ailleurs, la route, et les véhicules motorisés qu’elle supporte, sont une source locale — à la fois directe et indirecte — d’empoussièrement de l’air. Ceci est notamment vrai dans les pays où les routes sont peu goudronnées, mais pas uniquement. Les grandes villes dépensent des sommes considérables pour le nettoyage des surfaces supportant le trafic de véhicules et de leurs abords parfois (balayeuses, arroseuses, machines à aspirer, balayeurs, etc.).

#### Toxicité
Les poussières d’origine routière forment dans l’air un mélange complexe de particules métalliques, minérales et biologiques, toxiques et pathogènes pour certaines. Les parts respectives de ces produits et leur composition varient selon les contextes, de même que la taille des particules.
La poussière routière contient :
- des particules métalliques (rouille, fragments métalliques, traces de nombreux métaux (notamment dans les zones industrielles et urbaines)[146] ;
- des particules minérales : la part minérale comprend des poussières et particules apportées par le vent, perdues par des camions non bâchés ou provenant des bas-côtés, dont une fraction de micro- ou nanoparticules particules minérales. Ces dernières proviennent notamment de la dégradation du substrat routier (usure due au roulement) ou des bas-côtés, mais aussi de l’usure des pneus[147],[148],[149] et des garnitures de freins ou d’autres pièces mobiles des véhicules[131] ;
- des hydrocarbures et corps gras perdus par les moteurs ;
- des suies contenant aussi des hydrocarbures et métaux perdus par les pots d’échappement. Les suies contiennent habituellement du noir de carbone et environ 50 % d’ hydrocarbures (HAP) et traces de métaux ;
- une charge minérale provenant de l'environnement et de l'usure du substrat routier. Quand ce dernier est très dégradé et qu'on a utilisé utilisé des centres d'incinération, de centrales à charbon ou des déchets métallurgiques dans le fond de couche routière, les poussières sont susceptibles de contenir des métaux lourds et divers polluants (organochlorés par exemple). En montagne ou dans les pays froids, les pneus cloutés ou garnis de chaîne dégradent la couche superficielle des routes, parkings, etc. contribuant à l'empoussièrement estival des routes. En ville, de très nombreux fragments de verre cassé peuvent s'accumuler dans les anfractuosité de la route et être remobilisés lors des tempêtes ou de certaines formes de nettoyage (souffleuses notamment) ;

Une partie de cette poussière est soulevée et régulièrement remises en suspension par les turbulences induites par les véhicules, ou par le vent lorsqu’il est important et que la route est sèche.
Partout où les véhicules sont nombreux et où les routes ne sont pas asphaltées, l’empoussièrement dû à la dégradation des chaussées et à la circulation peut être important. À titre d'exemple, une étude scientifique conduite à Hyderabad en Inde (ville de 3,7 millions d’habitants en 2005) a montré que la poussière routière (PM10 et PM2.5, désignant respectivement les particules de moins de 10 et 2,5 micromètres) contribuait pour 33 % de la pollution totale de l'air de cette ville, soit presque autant que la pollution par les véhicules (48 % dans cette même ville, au moment de l’étude), le reste provenant de la combustion de biomasse et de charbon (cuisson, chauffage de l’eau…),. Toutefois dans ce cas, dans la poussière perdue par les routes non asphaltées, les poussières ultrafines étaient nettement moins représentées que les PM10 (19 à 30 % des PM10 de l’air provenaient des routes, contre « seulement » 5 à 6 % des PM2,5 plus dangereuses). Cette étude a par ailleurs permis de montrer qu’en Inde aussi, les taux de platine, palladium et rhodium étaient très anormalement présents dans la poussière routière, bien qu’en moins grande quantité que dans les grandes villes occidentales,. Les échantillons de poussière contenaient de 1,5 à 43 ng/g de platine 1,2 à 58 ng/g de palladium, et 0,2 à 14,2 ng/g de rhodium. Ces taux sont très supérieurs à ceux du sol naturel puisque l’abondance des métaux du groupe du platine dans la croûte terrestre est très basse, inférieure à 1 ng/g,) et ils étaient les plus élevés dans les échantillons de poussière des carrefours et près des feux de circulation et là où le trafic est important et irrégulier (par rapport aux voies faiblement circulées. La corrélation des trois métaux (Pt, Pd et Rh) et une association avec Zr, Hf et Y indiquent une origine commune qui ne semble pouvoir être que les pots catalytiques (dont on peut supposer qu’ils perdent d’autant plus de catalyseurs que les routes sont en mauvais état ou que les voitures roulent avec d’incessant freinages et accélérations, arrêts et redémarrages). Ces métaux platinoïdes sont de nouveaux contaminants de l’air, qui « s'accumulent dans l'environnement et suscitent des inquiétudes sur la santé humaine et les risques écologiques. »
En outre, là où la circulation est importante, une partie importante de cette poussière peut être constituée de très petites particules (nanoparticules notamment,) et d'allergènes en partie finement dégradés et donc susceptibles de profondément pénétrer les poumons.

## Politiques de lutte contre la pollution automobile
Le Parlement européen a adopté le 3 octobre 2018 un objectif de réduction de 40 % d'ici 2030 des émissions de CO2 des véhicules légers neufs (voitures et camionnettes). La proposition initiale de la Commission européenne était de 30 % ; la commission transport du Parlement avait proposé 45 % et les ONG et les écologistes 50 %. Le Parlement a également fixé un objectif intermédiaire à 20 % en 2025 ainsi que des objectifs de 20 % de voitures à émission zéro dans les ventes d'ici 2025 et 35 % d'ici 2030, le tout assorti de pénalités financières.
Le conseil de la Métropole du Grand Paris (MGP) a voté le 12 novembre 2018 l'extension aux 79 communes de la zone dense de la région parisienne, où résident 5,6 millions d'habitants, des restrictions de circulation déjà imposées à Paris. Dès le 1er juillet 2019, en semaine, les véhicules anciens qui ne peuvent pas obtenir de vignette Crit'Air et ceux qui arborent le macaron Crit'Air 5 ne pourront plus circuler en zone dense, à l'intérieur de l'A86. À la même date, la ville de Paris qui a déjà interdit les véhicules Crit'Air 5 depuis le 1er juillet 2017 passera à une interdiction pour les véhicules Crit'Air 4. La MGP interdira les véhicules Crit'Air 4 en zone dense en 2021 et rattrapera le calendrier de la Mairie de Paris en 2022, avec l'interdiction des véhicules Crit'Air 3. Suivront à Paris les Crit'Air 2 et les Crit'Air 1, respectivement en 2024 et 2030.
Le Parlement européen a adopté à une large majorité, le 14 novembre 2018, alors qu'un objectif de réduction des émissions de CO2 des camions de 35 % d'ici à 2030, avec un premier palier de moins 20 % en 2025 ; ils ont en outre adopté des objectifs de 5 % de camions à émissions très basses ou zéro par flotte en 2025, puis 20 % en 2030. L'enjeu environnemental est important : les poids lourds ne représentent que 5 % des véhicules en circulation en Europe mais ils émettent un cinquième du total des émissions de CO2 du transport routier. Les objectifs proposés en mai 2018 par la Commission européenne étaient de -15 % en 2025 et -30 % en 2030.

## Santé et sécurité
En 1969, environ 200 000 personnes sont mortes dans des accidents de la route et environ 540 000 en 2003. Les jeunes conducteurs, piétons, cyclistes, enfants, personnes âgées sont particulièrement vulnérables. Selon une étude de l'OMS publiée en 2009, les accidents de la route sont la première cause de mortalité des jeunes de 10 à 24 ans. Le permis de conduire, les limitations de vitesse, la lutte contre l'alcoolisme, les contrôles, les progrès imposés aux constructeurs et des améliorations de conception du réseau routier visent à améliorer la sécurité routière.
On a commencé dans les années 1990 a mieux étudier (progrès méthodologiques, notamment pour les études de cohorte, et grâce aux progrès de la mesure (métrologie) les liens entre santé et pollution de l'air urbain, dont aux États-Unis où l'on observait une augmentation plus rapide de morbidité (cancers notamment) près des zones de trafic routier intense. De même la mortalité augmentait dans les villes américaines là où le trafic augmentait. En France qui a la particularité d'avoir une flotte diesel plus importante qu'ailleurs, et où l'essence plombée était cause avérée de problèmes de saturnisme et peut le rester là où le plomb dans l'essence reste autorisé où là où il n'a que récemment été interdit [il faut environ 20 ans à l'organisme humain pour éliminer 80 % du plomb accumulé dans les os (les os fixent de 90 à 95 % du plomb absorbé) ; de nombreuses études ont montré dès les années 1970 que les agents de la circulation étaient fortement affectés par la pollution automobile. Par exemple, après 45 jours de travail aux carrefours routiers d'Alexandrie, les agents, comparés à un groupe d'ouvriers du textile du même âge et de même niveaux d'enseignement présentaient des plombémies très élevées, et des résultats moins bons aux tests psychomoteurs (dans cette étude la plombémie moyenne de ces agents était de 68,28 ± 13,22 µg/dl (soit plus de deux fois le taux maximal acceptable qui à cette époque et dans ce pays était fixé à 30,00 µg/dl). Tous les symptômes neurocomportementaux détectés chez ces agents pourraient être attribués au plomb.
Le taux de plomb sanguin des habitants a rapidement diminué dans les pays qui ont interdit le plomb dans l'essence, ce qui n'est pas le cas en Chine, et dans certains pays tels que le Nigeria où l'essence reste très plombée. Ailleurs, le benzène (mutagène et cancérigène) qui a remplacé le plomb, ou les métaux toxiques du groupe du platine perdus par les pots catalytiques, sont la source de nouvelles pollutions chroniques, qui peuvent affecter la santé.
La pollution automobile et routière est désormais reconnue comme une cause certaine de l'augmentation de certains cancers. En 2013, le Centre International de Recherche sur le Cancer (CIRC) classe les particules fines diesel comme un cancérogène certain pour l’homme et, le 17 octobre de la même année, le CIRC a ajouté l'ensemble des particules en suspension dans l'air (également appelées « matières particulaires ») à la liste des agents cancérogènes certains pour l'homme (Groupe 1).
Par ailleurs, une étude européenne intitulée CAFE CBA : Baseline analysis 2000 to 2020 indique que les particules en suspension dans l'air (PM) seraient responsables chaque année en France du décès prématuré de 42 090 personnes,,. Certains médias (voire certains hommes politiques à titre individuel) ont attribué ce nombre de façon exagérée à l’exposition aux émissions des seuls véhicules Diesel, alors que cette estimation concerne l’ensemble de la pollution atmosphérique particulaire, toutes sources d'émissions confondues.
Selon le ministère de l’Écologie, le secteur le moins émetteur de particules fines primaires PM2,5 est celui des transports, le plus émetteur étant le secteur domestique (appareils de « combustion au bois » très majoritairement), suivi par le secteur industriel, puis le secteur agricole. Le transport routier (notamment les véhicules Diesel) posent problème principalement à proximité du trafic.
Au début des années 2000, alors qu'on observe un accroissement de certains cancers, grâce à d'importantes études de cohortes conduites jusqu'en Suède et Norvège, plus personne ne conteste l'importance de la circulation automobile comme étant l'un des facteurs majeurs de dégradation de la santé publique,, et des constats identiques sont faits dans toutes les grandes villes européennes, grâce à de programmes de monitoring de la santé. Résoudre ce problème impliquerait que les gouvernements fassent des choix forts en matière d'alternative au presque « tout-routier » comme le préconise le rapport Boiteux (2001) en France.
La santé reproductive peut aussi être affectée ; Une étude récente a montré que la pollution automobile pouvait contribuer à la délétion de la spermatogenèse humaine. Ainsi, les employés de péage autoroutier exposés aux oxydes d'azote produisent des spermatozoïdes en nombre normal, mais significativement moins mobiles et moins fécondants. Les sujets ayant le plus de plomb dans leur organisme avaient en plus des spermatozoïdes moins nombreux. Les auteurs concluent que l'inhalation d'oxyde d'azote et de plomb nuit à la qualité du sperme.
La proximité de routes ou autoroutes augmente le risque de faible poids de naissance du bébé, et de naissance prématurée, avec en moyenne un temps de gestation réduit de 4,4 % (soit près de 2 semaines) pour les mères habitant à moins de 400 mètres d'une route fréquentée. Les fœtus sont plus petits là où l'air est pollué et les prématurés plus nombreux : une étude a durant 2 ans (2004, 2005), à Los Angeles, porté sur 100 000 naissances issues de mères résidant à moins de 6 kilomètres d'une station de mesure de la qualité de l'air ; De 6 à 21 % de prématurés en plus ont été constatés chez les mères les plus exposées au carbone organique, carbone élémentaire, benzène et nitrate d'ammonium. Les hydrocarbures aromatiques polycycliques (HAP, tels que vapeurs d'essence ou fioul, contenus de gaz pots d'échappement ou de chaudières) augmente le risque jusqu'à 30 %. L'étude a bien montré que le nitrate d'ammonium (aussi issu des engrais chimiques) est aussi un facteur de risque de naissance prématurée, comme les PM2,5. Une augmentation du risque d'asthme et d'autres problèmes, des maladies cardiovasculaires,, de l'autisme et d'autres effets sur la santé ont été notés chez personnes les plus exposées dans la zone la plus exposée, entre Long Beach à Los Angeles-Est. Une étude canadienne (panel de 1 300 familles) a également démontré une sensibilisation accrue aux allergènes chez les nourrissons.
Les cyclistes sont parfois très exposés, mais globalement en meilleure santé. On a montré, à Ottawa (Ontario, Canada) que les cyclistes roulant les grands axes aux heures de pointe comptent parmi les plus exposés, présentant même dans ce cas des irrégularités cardiaques dans les heures suivant l'exposition à la pollution automobile (après une heure de vélo pour des cyclistes adultes et « en bonne santé »). Outre les particules, notamment issues des moteurs Diesel et l'ozone, les dioxides d'azote semble impliqué, au moins chez les personnes sensibles dont les personnes âgées,. En zone très polluée, des expositions brèves (quelques minutes à moins d'une heure) suffisent à déclencher des effets sub-cliniques

Plus le cycliste est proche de l'échappement plus il risque d'inhaler des nano ou microparticules pouvant se loger profondément dans les poumons (cause à long terme de crises cardiaques, asthmes et hospitalisations pour maladies pulmonaires) voire passer dans le sang et traverser la barrière hémato-encéphalique en affectant le système nerveux. En s'éloignant de l'échappement, les particules très fines tendant à former des amas de particules se longeant moins profondément et plus facilement expulsées avec le mucus pulmonaire, c'est pourquoi les pistes cyclables séparées de la route ou de petites barrières physiques peuvent améliorer la santé des cyclistes. Une étude faite en 2010 aux Pays-Bas a montré que pédaler dur augmente le rythme et l'amplitude respiratoire et l'inhalation de particules. Souvent le cycliste est en outre exposé plus longtemps que les motards ou automobilistes pour un trajet équivalent en distance. En s'additionnant, ces facteurs font que certains cyclistes sont soumis à une exposition élevée aux polluants. Pourtant bien que plus exposés, les études ne montrent pas clairement de risque accru d'inflammation bronchique chez les cyclistes, peut être en raison du caractère sportif de cette activité, laissant penser que les avantages l'emportent sur les inconvénients en matière de santé. Une étude de 2010 conclut même que le gain en espérance de vie de l'activité sportive liée a la pratique du velo (+ 3 à 14 mois) était supérieur aux effets d'une exposition plus importante aux polluants (-0,8 à 40 jours). Une autre étude a même montré que les conducteurs automobiles avaient plus de problèmes respiratoires que les cyclistes et qu'ils sont finalement dans leur habitacle plus exposés qu'eux aux composés organiques volatils des gaz d'échappement, notamment en situation d'embouteillage et de « stop and go ». Cependant l'exposition à l'air pollué aggrave la perception fausse que le vélo est plus dangereux que la voiture. Les chercheurs encouragent la création de pistes cyclables hors des zones de circulation dense, surtout pour les enfants, les personnes âgées, les enfants et les mères enceintes. Une étude sur les pistes cyclables de Portland (Oregon) a montré qu'une séparation de la voie principale par des bacs végétalisés et pas seulement par une bande de peinture blanche a nettement diminué l'exposition des cyclistes à la pollution de l'air. Une autre étude (belge) sur la pollution routière a montré qu'éloigner un vélo ne serait-ce que de quelques mètres de la route donne des différences mesurables d'exposition. Les particules ultrafines se comportent un peu comme des gaz et proviennent surtout des pots d'échappement et de l'usure des pneus, des pièces mécaniques et de la route, ce qui explique que leur taux est relativement homogène sur les grands axes ; leur taux ne diminue que quand il y a du vent et selon la température de l'air (stagnation en cas d'inversion atmosphérique, ou remontée dans la colonne d'air), alors que les particules plus grosses PM(10) sont plus fréquentes près des chantiers ou là où de la poussière est remuée et diminuent quand il pleut ; On manque encore de données sur les effets de certains nouveaux polluants tels que les particules de platinoïdes ou d'osmium perdues par les pots catalytiques.
Les enfants sont comparativement aux adultes plus sensibles à la plupart des polluants. Et les scientifiques pensent de plus en plus que beaucoup de maladies respiratoires chroniques de l'adulte ont leur origine dans la petite enfance, certains enfants pouvant de plus être génétiquement plus vulnérables à la pollution. Les enfants vivant près d'une route fréquentée risquent plus que la moyenne de développer certaines pathologies (affections respiratoires notamment). En moyenne, plus ils vivent ou ont récemment vécu près d'une route fréquentée, plus leur débit respiratoire maximum est diminué, et plus ils font de dyspnée chronique. Même si les jeunes enfants ou personnes âgées sont plus sensibles à la pollution routière, Plusieurs études ont montré que le système cardiovasculaire de jeunes adultes en bonne santé étaient également affectés par la pollution particulaire.
Depuis les années 1980, la pollution automobile a évolué en quantité et en qualité ; le plomb a fortement diminué dans l'air, mais le benzène, l'ozone, les NOX ont augmenté, et de nouveaux métaux sont récemment apparus (platinoïdes des catalyseurs perdus par les pots catalytiques). Des modèles de dispersion de la pollution permettent maintenant de croiser des données sur le trafic et ses conditions, avec la topographie, la météorologie locale et la pollution de fond. Modélisée avec précision, la pollution de l'air urbain est effectivement corrélée au risque d'allergie et d'asthme infantile ; une étude française a porté sur 6 683 enfants de 9 à 11 ans (n'ayant pas déménagé durant les trois ans précédant l'étude et fréquentant 108 écoles choisies au hasard dans six collectivités françaises). Pour ces enfants, l'asthme était significativement associé à l'exposition au benzène, au SO2, aux PM10, aux oxydes d'azote (NOx) et au CO. Les cas d'eczéma (sur la durée de vie, comme dans la dernière année) était significativement positivement associés au benzène, PM10, NO2, NOx et de CO. La rhinite allergique était associée (pour la durée de vie) aux PM10, alors que la sensibilisation aux pollens était associée à l'exposition au benzène et aux PM10. Dans ce panel, pour les 2 213 enfants ayant vécu au même endroit depuis leur naissance, le risque d'asthme était surtout associé au benzène, alors que le risque de sensibilisation aux pollens était associé à une exposition accrue aux COV (composés organiques volatils) et aux PM10.
La population étant de plus en plus urbaine et concentrée, elle est plus exposée à la pollution routière et en particulier à la pollution particulaire. Au début des années 2000, on estimait que la seule exposition aux microparticules en Europe (UE-25) y réduisait l'espérance de vie moyenne de neuf mois, ce qui est un impact comparable à celui des accidents de la route. Diminuer la pollution automobile aurait d'importants bénéfices pour la santé en Europe, comme aux États-Unis et sur d'autres continents.

## Routes et paysages

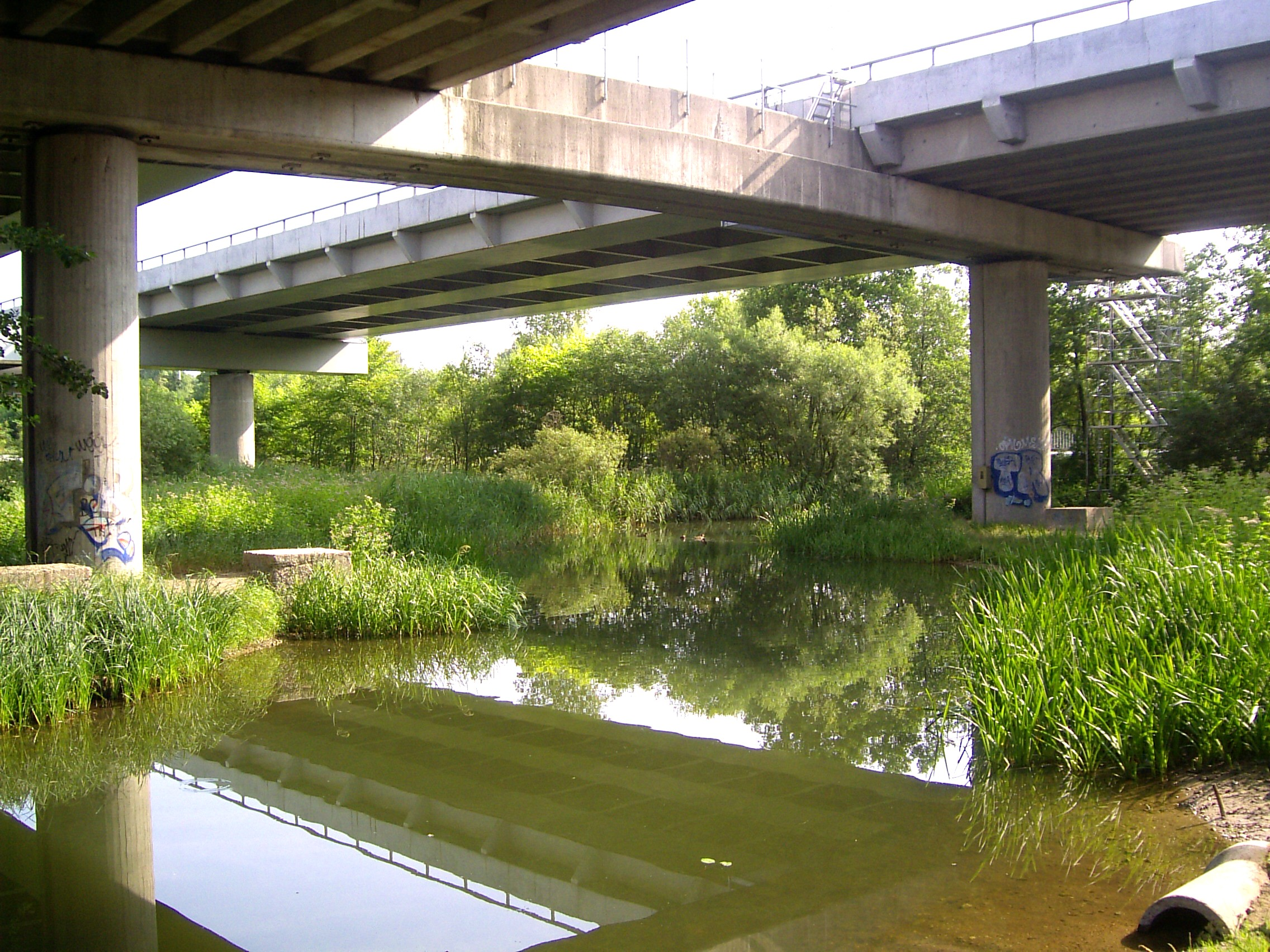
Ici (Danemark), l'aménageur a cherché à préserver la connectivité écologique de la zone humide traversée par la route.

La route entretient une relation ambigüe et parfois paradoxales avec le paysage. Le paysage est de plus une notion qui a d'ailleurs beaucoup évolué depuis deux siècles.
Les infrastructures de transport transforment et fragmentent les continuums écopaysagers, pour mieux le faire découvrir. Ainsi, au XVIIIe siècle, la route a participé à une nouvelle approche du « paysage » avec la création de « routes pittoresques », routes de montagnes et autres « corniches »… On a depuis créé les autoroutes des estuaires, les « routes du vin », la « voie sacrée de Verdun », etc. en mettant en scène pour le voyageur l'espace qui s'offrait à lui. Localement, on éclaire de nuit des falaises, des rochers ou les arbres. Ailleurs, ce sont des successions de plates-bandes et de ronds-points fleuris ou « paysagés ».
Selon l'époque ou ses concepteurs-aménageurs, la route tranche, s'affiche ou au contraire cherche à se fondre dans le paysage qui serait le produit de la nature et/ou du travail humain : rizières, cultures en terrasses, bocages et chemins creux, haies… Pour certains, les routes modernes « défigurent » le paysage, pour d'autres elles en sont un élément devenu incontournable, y compris au sens propre, ajoutent les écologues, pour les animaux qui trouvent là un réseau croissant et de plus en plus densément maillé de barrières écologiques. Ainsi, la passerelle à gibier négligemment jetée au-dessus de l'autoroute A4 dans la traversée des Vosges ne sert qu'aux randonneurs, et pas à la faune sauvage. Elle a été mal conçue, et ne permet pas l'échange de population d'animaux sauvages entre les Vosges du Nord et le reste du massif, au sein même de la réserve de biosphère transfrontière des Vosges du Nord-Pfälzerwald. En effet, même dans les zones protégées, les routes participent de la fragmentation des territoires.

## Coûts
Cette pollution a des coûts humains et sanitaires, qui ont aussi une traduction économique. Ainsi en Europe, l'AEE a estimé en 2012 que malgré les progrès de la motorisation et des pots catalytique, le nombre de véhicules et de kilomètres parcourus a tellement augmentée que « La pollution due à la circulation reste nocive pour la santé dans de nombreuses régions d'Europe » en 2013 que la seule pollution émise par les camions coute environ 45 milliards d’euros par an à la collectivité sur le plan sanitaire. La tarification routière pour les poids lourds pourrait mieux intégrer ces effets selon l'Agence, avec des taxes plus élevées pour les camions plus polluants et un meilleur report modal et transport intermodal.

## Route et développement durable

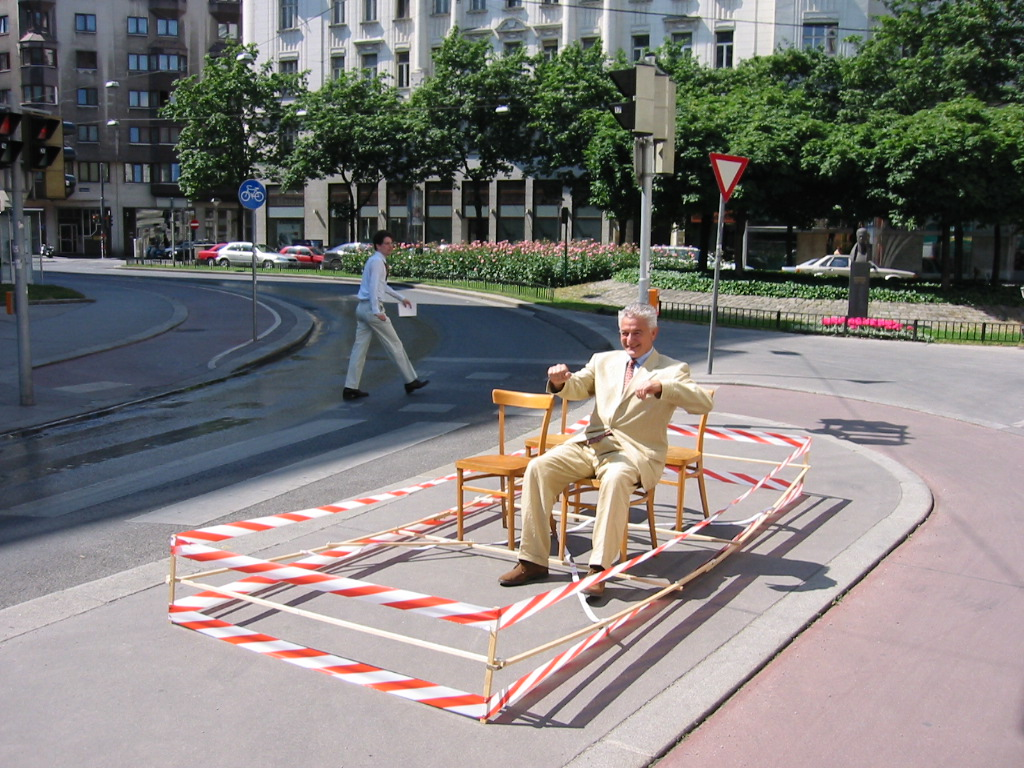
Hermann Knoflacher a critiqué l'adaptation de la ville à l’automobile il y a des décennies. Avec son « marchemobile », il caricature les énormes besoins en espace de la circulation individuelle motorisée.

Le développement continu et privilégié du réseau routier semble atteindre ses limites, notamment par l'engorgement des grands centres urbains et des grands axes interurbains dans le monde entier. Ce modèle routier est de plus en plus présenté comme incompatible avec le développement durable[réf. nécessaire].
En 2011, pour l'Agence européenne pour l'environnement (AEE), la fragmentation écologique par les routes est l'une des premières causes de régression de la biodiversité en Europe ; ce phénomène s'aggrave depuis le début des années 1990, avec de graves conséquences pour la faune et la flore. L'AEE appelle à multiplier le nombre d'écoducs, y compris sur les routes anciennes, pour permettre aux animaux de se déplacer. L'AEE recommande aussi de détruire des routes anciennes ou dont le trafic est en baisse, plutôt que d'en construire de nouvelles, au profit du train et d'alternatives. L'agence européenne recommande aussi de planifier des contournements près des zones à la faune importante au lieu de continuer à construire des routes et voies ferrées les unes à côté des autres. Par ailleurs, le sunk cost fallacy,  (« biais cognitif des coûts irrécupérables ») est à l’œuvre dès lors que des travaux de construction ont déjà débuté : il est dès lors très difficile de renoncer à des travaux routiers déjà entamés.
Les principales alternatives au transport routier de marchandises sont le fret ferroviaire, le transport fluvial et le cabotage. L'autoroute ferroviaire se développe : en 2017, les trois autoroutes ferroviaires françaises ont transporté au total entre 110 000 et 120 000 semi-remorques. La SNCF espère qu'en 2020 ces autoroutes ferroviaires pourront représenter environ 10 % du trafic ferroviaire de marchandises.
Pour limiter les besoins en infrastructures routières, certaines collectivités ont fait le choix de développer des espaces sans voiture.
Une étude publiée en février 2023 par le think tank Terra Nova conclut que des lignes de cars express permettraient de décarboner la route à bien moindre coût que le train : pour éviter une tonne de CO2 par rapport à la voiture sur un trajet de 20 kilomètres, le recours au Transport express régional coûte 12 euros, alors que le car express permet d'économiser 90 euros.

## Information en temps réel et prospective
En 2012, huit villes françaises disposent d'une plateforme de modélisation fournissant des cartes (16 cartes pour Lille pour le jour même, le lendemain et le surlendemain, avec une maille jusqu'à 15 m x 15 m) de précision par polluants à partir des mesures enregistrées par les stations de mesure, la météo et les modèles nationaux et régionaux[réf. nécessaire]. Dans certains cas, un outil de zoom permet de connaître les taux probables, l'indice de la qualité de l’air voire d’identifier les sources probables de pollution.

## Perspectives
Il est rare qu'on détruise des routes au profit d'un autre mode de transport, mais un concept de routes de haute qualité environnementale semble émerger. En France, le Centre scientifique et technique du bâtiment (CSTB) développe ainsi en 2006 une idée lancée par le Conseil général du Nord, après que quelques opérations de défragmentation écologique par construction d'écoducs ont (parfois vainement) tenté de réduire leur impact. Ces mesures sont encore rares et compensatoires, plutôt que restauratoires.